# Струве, Никита Алексеевич
Ники́та Алексе́евич Стру́ве (16 февраля 1931, Булонь-Бийанкур, Франция — 7 мая 2016, Масси, Эсон) — французский русист, издатель и переводчик, публицист, исследователь проблем русской эмиграции и культуры России.
Профессор Университета Париж — Нантер. Главный редактор журналов «Вестник русского христианского движения» и «Le messager orthodoxe». Лауреат Государственной премии Российской Федерации (1999).

## Биография
Родился в парижском предместье Булонь в русской эмигрантской семье. Внук Петра Струве. Большое влияние на Никиту Струве как исследователя истории русской культуры оказало личное общение с Иваном Буниным, Алексеем Ремизовым, Борисом Зайцевым, Семёном Франком, а впоследствии с Анной Ахматовой, Александром Солженицыным.
Окончил Сорбонну и с 1950-х годов преподавал в Сорбонне русский язык. В 1963 на французском языке вышла книга Струве, посвящённая истории Церкви при советской власти («Les chrétiens en URSS»). Эта книга вызвала общественный резонанс во Франции, была переведена на пять языков. В 1979 году Никита Струве защитил докторскую диссертацию об Осипе Мандельштаме (издана на французском, впоследствии — в авторском переводе на русском языке). В том же году стал полноправным профессором Университета Париж X (Нантер), позднее — заведующим кафедрой славистики (с сентября 2000 года — профессор-эмеритус университета).
Особое место в жизни Струве заняла работа в журнале «Вестник русского христианского движения». Сотрудничество началось в начале 60-х годов прошлого века, с 1955 года он де-факто исполнял обязанности ответственного редактора, в 1970 году официально возглавил журнал и не оставлял свой пост до самой смерти.
В 1978 году возглавил крупное русскоязычное европейское издательство «YMCA-Press». Анатолий Краснов-Левитин, знавший его в то время, так его характеризовал: «Аккуратный, подтянутый, вечно озабоченный, в то же время раздражительный и самолюбивый, он также очень напоминал старые петербургские типы. В частности, вероятно, был очень похож на своего знаменитого деда, как мне о нем рассказывали его старые питерские знакомые».
В 1991 году в Москве открыл издательство «Русский путь». Переводчик на французский стихотворений Пушкина, Лермонтова, Фета, Ахматовой и других поэтов. Автор фундаментального исследования «70 лет русской эмиграции» (1996).
По инициативе Никиты Струве для сбора и передачи книг и архивных материалов в Россию из США был создан комитет «Книги для России», в состав которого вошли Мстислав Ростропович, сын знаменитого русского авиаконструктора Игорь Сикорский-младший, Людмила Оболенская-Флам, Ольга Раевская-Хьюз, Никита Моравский и др.
В 1995 году вместе Фондом Солженицына и мэрией Москвы создал в Москве Библиотеку-фонд «Русское Зарубежье», куда передал из семейного архива письма и рукописи своего деда Петра Струве, а также Ивана Бунина, Ивана Шмелева, о. Сергия Булгакова, Бориса Зайцева, митрополита Евлогия и др.
В 2000 году издал сборник документов Братства Святой Софии, одним из основателей которого был его дед Пётр Струве. Протоколы общества нашлись в архивах Петра Струве, к ним Никита Струве добавил переписку членов общества и архивные документы.
Член попечительского совета Свято-Филаретовского православно-христианского института.
С 2001 года был главным редактором издательства «Русский путь».
Скончался на 86-м году жизни во Франции 7 мая 2016 года.

## Семья
- Дед — Пётр Бернгардович Струве.
  - Отец — Алексей Петрович Струве (1899—1976, Париж), библиограф и антиквар, вместе с братом Глебом Петровичем Струве издал книгу своего отца П. Б. Струве «Социальная и экономическая история России с древнейших времен и до наших дней» (Париж, 1952).
  - Мать — Екатерина Андреевна Струве (урождённая Катуар) (1896—1978), племянница композитора Георгия Львовича Катуара.
    - Брат — Пётр Струве (1925—1968), протоиерей.
- Жена — Мария Александровна Струве (1925—2020), дочь священника А. Ельчанинова.
  - Сын — Даниил Никитич Струве (род. 25 июля 1959)[11].
  - Дочь — Бландина Никитична Струве-Лопухина (род, 25 июля 1959).
  - Дочь — Меланья Никитична Струве-Ракович (род. 26 июня 1963), директор издательства и книжного магазина «YMCA-Press»[источник не указан 2575 дней].

## Награды
- Медаль Пушкина (Россия, 3 марта 2008 года) — за большой вклад в укрепление российско-французского сотрудничества в области культуры и образования[12].
- Государственная премия Российской Федерации в области литературы и искусства 1998 года в области просветительской деятельности (4 июня 1999 года) — за сохранение и пропаганду культурного наследия русского зарубежья в России[13]
- Медаль «Спешите делать добро» (Уполномоченного по правам человека в РФ) (2011 год)[14].

|                           |                           |                           |                           |                           |                           |  |  |                                       |                                       |                                       |                                       |                                       |                                       |  |  | Яков Струве математик                |                                      |                                      |                                      |                                      |                                      |  |  |                                            |                                            |                                            |                                            |                                            |                                            |  |  |                                                         |                                                         |                                                         |                                                         |                                                         |                                                         |  |  |                                              |                                              |                                                   |                                                   |                                                   |                                                   |                                                   |                                                   |                                                  |                                                  |                                                  |                                                  |                                                  |                                                  |  |  |                                                     |                                                     |                                                     |                                                     |                                                     |                                                     |  |  |  |  |  |  |  |  |  |  |  |  |  |  |  |  |  |  |  |  |  |  |  |  |  |  |  |  |  |  |  |  |  |  |  |  |  |  |  |  |
|                           |                           |                           |                           |                           |                           |  |  |                                       |                                       |                                       |                                       |                                       |                                       |  |  |                                      |                                      |                                      |                                      |                                      |                                      |  |  |                                            |                                            |                                            |                                            |                                            |                                            |  |  |                                                         |                                                         |                                                         |                                                         |                                                         |                                                         |  |  |                                              |                                              |                                                   |                                                   |                                                   |                                                   |                                                   |                                                   |                                                  |                                                  |                                                  |                                                  |                                                  |                                                  |  |  |                                                     |                                                     |                                                     |                                                     |                                                     |                                                     |  |  |  |  |  |  |  |  |  |  |  |  |  |  |  |  |  |  |  |  |  |  |  |  |  |  |  |  |  |  |  |  |  |  |  |  |  |  |  |  |
|                           |                           |                           |                           |                           |                           |  |  |                                       |                                       |                                       |                                       |                                       |                                       |  |  |                                      |                                      |                                      |                                      |                                      |                                      |  |  |                                            |                                            |                                            |                                            |                                            |                                            |  |  |                                                         |                                                         |                                                         |                                                         |                                                         |                                                         |  |  |                                              |                                              |                                                   |                                                   |                                                   |                                                   |                                                   |                                                   |                                                  |                                                  |                                                  |                                                  |                                                  |                                                  |  |  |                                                     |                                                     |                                                     |                                                     |                                                     |                                                     |  |  |  |  |  |  |  |  |  |  |  |  |  |  |  |  |  |  |  |  |  |  |  |  |  |  |  |  |  |  |  |  |  |  |  |  |  |  |  |  |
| Карл (1785—1838) филолог  | Карл (1785—1838) филолог  | Карл (1785—1838) филолог  | Карл (1785—1838) филолог  | Карл (1785—1838) филолог  | Карл (1785—1838) филолог  |  |  | Эрнст (1786—1822)                     | Эрнст (1786—1822)                     | Эрнст (1786—1822)                     | Эрнст (1786—1822)                     | Эрнст (1786—1822)                     | Эрнст (1786—1822)                     |  |  | Густав (1788—1829)                   | Густав (1788—1829)                   | Густав (1788—1829)                   | Густав (1788—1829)                   | Густав (1788—1829)                   | Густав (1788—1829)                   |  |  | Василий Яковлевич (1793—1864) астроном     | Василий Яковлевич (1793—1864) астроном     | Василий Яковлевич (1793—1864) астроном     | Василий Яковлевич (1793—1864) астроном     | Василий Яковлевич (1793—1864) астроном     | Василий Яковлевич (1793—1864) астроном     |  |  | Людвиг (1795—1828) профессор медицины                   | Людвиг (1795—1828) профессор медицины                   | Людвиг (1795—1828) профессор медицины                   | Людвиг (1795—1828) профессор медицины                   | Людвиг (1795—1828) профессор медицины                   | Людвиг (1795—1828) профессор медицины                   |  |  |                                              |                                              |                                                   |                                                   |                                                   |                                                   |                                                   |                                                   |                                                  |                                                  |                                                  |                                                  |                                                  |                                                  |  |  |                                                     |                                                     |                                                     |                                                     |                                                     |                                                     |  |  |  |  |  |  |  |  |  |  |  |  |  |  |  |  |  |  |  |  |  |  |  |  |  |  |  |  |  |  |  |  |  |  |  |  |  |  |  |  |
| Карл (1785—1838) филолог  | Карл (1785—1838) филолог  | Карл (1785—1838) филолог  | Карл (1785—1838) филолог  | Карл (1785—1838) филолог  | Карл (1785—1838) филолог  |  |  | Эрнст (1786—1822)                     | Эрнст (1786—1822)                     | Эрнст (1786—1822)                     | Эрнст (1786—1822)                     | Эрнст (1786—1822)                     | Эрнст (1786—1822)                     |  |  | Густав (1788—1829)                   | Густав (1788—1829)                   | Густав (1788—1829)                   | Густав (1788—1829)                   | Густав (1788—1829)                   | Густав (1788—1829)                   |  |  | Василий Яковлевич (1793—1864) астроном     | Василий Яковлевич (1793—1864) астроном     | Василий Яковлевич (1793—1864) астроном     | Василий Яковлевич (1793—1864) астроном     | Василий Яковлевич (1793—1864) астроном     | Василий Яковлевич (1793—1864) астроном     |  |  | Людвиг (1795—1828) профессор медицины                   | Людвиг (1795—1828) профессор медицины                   | Людвиг (1795—1828) профессор медицины                   | Людвиг (1795—1828) профессор медицины                   | Людвиг (1795—1828) профессор медицины                   | Людвиг (1795—1828) профессор медицины                   |  |  |                                              |                                              |                                                   |                                                   |                                                   |                                                   |                                                   |                                                   |                                                  |                                                  |                                                  |                                                  |                                                  |                                                  |  |  |                                                     |                                                     |                                                     |                                                     |                                                     |                                                     |  |  |  |  |  |  |  |  |  |  |  |  |  |  |  |  |  |  |  |  |  |  |  |  |  |  |  |  |  |  |  |  |  |  |  |  |  |  |  |  |
|                           |                           |                           |                           |                           |                           |  |  |                                       |                                       |                                       |                                       |                                       |                                       |  |  |                                      |                                      |                                      |                                      |                                      |                                      |  |  |                                            |                                            |                                            |                                            |                                            |                                            |  |  |                                                         |                                                         |                                                         |                                                         |                                                         |                                                         |  |  |                                              |                                              |                                                   |                                                   |                                                   |                                                   |                                                   |                                                   |                                                  |                                                  |                                                  |                                                  |                                                  |                                                  |  |  |                                                     |                                                     |                                                     |                                                     |                                                     |                                                     |  |  |  |  |  |  |  |  |  |  |  |  |  |  |  |  |  |  |  |  |  |  |  |  |  |  |  |  |  |  |  |  |  |  |  |  |  |  |  |  |
|                           |                           |                           |                           |                           |                           |  |  | Фёдор Аристович (1816—1885) филолог   | Фёдор Аристович (1816—1885) филолог   | Фёдор Аристович (1816—1885) филолог   | Фёдор Аристович (1816—1885) филолог   | Фёдор Аристович (1816—1885) филолог   | Фёдор Аристович (1816—1885) филолог   |  |  | Отто Васильевич (1819—1905) астроном | Отто Васильевич (1819—1905) астроном | Отто Васильевич (1819—1905) астроном | Отто Васильевич (1819—1905) астроном | Отто Васильевич (1819—1905) астроном | Отто Васильевич (1819—1905) астроном |  |  | Генрих Васильевич (1822—1908) химик        | Генрих Васильевич (1822—1908) химик        | Генрих Васильевич (1822—1908) химик        | Генрих Васильевич (1822—1908) химик        | Генрих Васильевич (1822—1908) химик        | Генрих Васильевич (1822—1908) химик        |  |  | Бернгард Васильевич (1827—1889) государственный деятель | Бернгард Васильевич (1827—1889) государственный деятель | Бернгард Васильевич (1827—1889) государственный деятель | Бернгард Васильевич (1827—1889) государственный деятель | Бернгард Васильевич (1827—1889) государственный деятель | Бернгард Васильевич (1827—1889) государственный деятель |  |  |                                              |                                              | Кирилл Васильевич (1835—1907) астроном и дипломат | Кирилл Васильевич (1835—1907) астроном и дипломат | Кирилл Васильевич (1835—1907) астроном и дипломат | Кирилл Васильевич (1835—1907) астроном и дипломат | Кирилл Васильевич (1835—1907) астроном и дипломат | Кирилл Васильевич (1835—1907) астроном и дипломат |                                                  |                                                  |                                                  |                                                  |                                                  |                                                  |  |  |                                                     |                                                     |                                                     |                                                     |                                                     |                                                     |  |  |  |  |  |  |  |  |  |  |  |  |  |  |  |  |  |  |  |  |  |  |  |  |  |  |  |  |  |  |  |  |  |  |  |  |  |  |  |  |
|                           |                           |                           |                           |                           |                           |  |  | Фёдор Аристович (1816—1885) филолог   | Фёдор Аристович (1816—1885) филолог   | Фёдор Аристович (1816—1885) филолог   | Фёдор Аристович (1816—1885) филолог   | Фёдор Аристович (1816—1885) филолог   | Фёдор Аристович (1816—1885) филолог   |  |  | Отто Васильевич (1819—1905) астроном | Отто Васильевич (1819—1905) астроном | Отто Васильевич (1819—1905) астроном | Отто Васильевич (1819—1905) астроном | Отто Васильевич (1819—1905) астроном | Отто Васильевич (1819—1905) астроном |  |  | Генрих Васильевич (1822—1908) химик        | Генрих Васильевич (1822—1908) химик        | Генрих Васильевич (1822—1908) химик        | Генрих Васильевич (1822—1908) химик        | Генрих Васильевич (1822—1908) химик        | Генрих Васильевич (1822—1908) химик        |  |  | Бернгард Васильевич (1827—1889) государственный деятель | Бернгард Васильевич (1827—1889) государственный деятель | Бернгард Васильевич (1827—1889) государственный деятель | Бернгард Васильевич (1827—1889) государственный деятель | Бернгард Васильевич (1827—1889) государственный деятель | Бернгард Васильевич (1827—1889) государственный деятель |  |  |                                              |                                              | Кирилл Васильевич (1835—1907) астроном и дипломат | Кирилл Васильевич (1835—1907) астроном и дипломат | Кирилл Васильевич (1835—1907) астроном и дипломат | Кирилл Васильевич (1835—1907) астроном и дипломат | Кирилл Васильевич (1835—1907) астроном и дипломат | Кирилл Васильевич (1835—1907) астроном и дипломат |                                                  |                                                  |                                                  |                                                  |                                                  |                                                  |  |  |                                                     |                                                     |                                                     |                                                     |                                                     |                                                     |  |  |  |  |  |  |  |  |  |  |  |  |  |  |  |  |  |  |  |  |  |  |  |  |  |  |  |  |  |  |  |  |  |  |  |  |  |  |  |  |
|                           |                           |                           |                           |                           |                           |  |  |                                       |                                       |                                       |                                       |                                       |                                       |  |  |                                      |                                      |                                      |                                      |                                      |                                      |  |  |                                            |                                            |                                            |                                            |                                            |                                            |  |  |                                                         |                                                         |                                                         |                                                         |                                                         |                                                         |  |  |                                              |                                              |                                                   |                                                   |                                                   |                                                   |                                                   |                                                   |                                                  |                                                  |                                                  |                                                  |                                                  |                                                  |  |  |                                                     |                                                     |                                                     |                                                     |                                                     |                                                     |  |  |  |  |  |  |  |  |  |  |  |  |  |  |  |  |  |  |  |  |  |  |  |  |  |  |  |  |  |  |  |  |  |  |  |  |  |  |  |  |
| Альфред (1845—1916) химик | Альфред (1845—1916) химик | Альфред (1845—1916) химик | Альфред (1845—1916) химик | Альфред (1845—1916) химик | Альфред (1845—1916) химик |  |  | Герман Оттович (1854—1920) астроном   | Герман Оттович (1854—1920) астроном   | Герман Оттович (1854—1920) астроном   | Герман Оттович (1854—1920) астроном   | Герман Оттович (1854—1920) астроном   | Герман Оттович (1854—1920) астроном   |  |  | Людвиг Оттович (1858—1920) астроном  | Людвиг Оттович (1858—1920) астроном  | Людвиг Оттович (1858—1920) астроном  | Людвиг Оттович (1858—1920) астроном  | Людвиг Оттович (1858—1920) астроном  | Людвиг Оттович (1858—1920) астроном  |  |  | Василий Бернгардович (1854—1912) математик | Василий Бернгардович (1854—1912) математик | Василий Бернгардович (1854—1912) математик | Василий Бернгардович (1854—1912) математик | Василий Бернгардович (1854—1912) математик | Василий Бернгардович (1854—1912) математик |  |  | Александр Бернгардович                                  | Александр Бернгардович                                  | Александр Бернгардович                                  | Александр Бернгардович                                  | Александр Бернгардович                                  | Александр Бернгардович                                  |  |  | Пётр Бернгардович (1870—1944) экономист      | Пётр Бернгардович (1870—1944) экономист      | Пётр Бернгардович (1870—1944) экономист           | Пётр Бернгардович (1870—1944) экономист           | Пётр Бернгардович (1870—1944) экономист           | Пётр Бернгардович (1870—1944) экономист           |                                                   |                                                   | Вера Кирилловна (1876—1949) общественный деятель | Вера Кирилловна (1876—1949) общественный деятель | Вера Кирилловна (1876—1949) общественный деятель | Вера Кирилловна (1876—1949) общественный деятель | Вера Кирилловна (1876—1949) общественный деятель | Вера Кирилловна (1876—1949) общественный деятель |  |  |                                                     |                                                     |                                                     |                                                     |                                                     |                                                     |  |  |  |  |  |  |  |  |  |  |  |  |  |  |  |  |  |  |  |  |  |  |  |  |  |  |  |  |  |  |  |  |  |  |  |  |  |  |  |  |
| Альфред (1845—1916) химик | Альфред (1845—1916) химик | Альфред (1845—1916) химик | Альфред (1845—1916) химик | Альфред (1845—1916) химик | Альфред (1845—1916) химик |  |  | Герман Оттович (1854—1920) астроном   | Герман Оттович (1854—1920) астроном   | Герман Оттович (1854—1920) астроном   | Герман Оттович (1854—1920) астроном   | Герман Оттович (1854—1920) астроном   | Герман Оттович (1854—1920) астроном   |  |  | Людвиг Оттович (1858—1920) астроном  | Людвиг Оттович (1858—1920) астроном  | Людвиг Оттович (1858—1920) астроном  | Людвиг Оттович (1858—1920) астроном  | Людвиг Оттович (1858—1920) астроном  | Людвиг Оттович (1858—1920) астроном  |  |  | Василий Бернгардович (1854—1912) математик | Василий Бернгардович (1854—1912) математик | Василий Бернгардович (1854—1912) математик | Василий Бернгардович (1854—1912) математик | Василий Бернгардович (1854—1912) математик | Василий Бернгардович (1854—1912) математик |  |  | Александр Бернгардович                                  | Александр Бернгардович                                  | Александр Бернгардович                                  | Александр Бернгардович                                  | Александр Бернгардович                                  | Александр Бернгардович                                  |  |  | Пётр Бернгардович (1870—1944) экономист      | Пётр Бернгардович (1870—1944) экономист      | Пётр Бернгардович (1870—1944) экономист           | Пётр Бернгардович (1870—1944) экономист           | Пётр Бернгардович (1870—1944) экономист           | Пётр Бернгардович (1870—1944) экономист           |                                                   |                                                   | Вера Кирилловна (1876—1949) общественный деятель | Вера Кирилловна (1876—1949) общественный деятель | Вера Кирилловна (1876—1949) общественный деятель | Вера Кирилловна (1876—1949) общественный деятель | Вера Кирилловна (1876—1949) общественный деятель | Вера Кирилловна (1876—1949) общественный деятель |  |  |                                                     |                                                     |                                                     |                                                     |                                                     |                                                     |  |  |  |  |  |  |  |  |  |  |  |  |  |  |  |  |  |  |  |  |  |  |  |  |  |  |  |  |  |  |  |  |  |  |  |  |  |  |  |  |
|                           |                           |                           |                           |                           |                           |  |  |                                       |                                       |                                       |                                       |                                       |                                       |  |  |                                      |                                      |                                      |                                      |                                      |                                      |  |  |                                            |                                            |                                            |                                            |                                            |                                            |  |  |                                                         |                                                         |                                                         |                                                         |                                                         |                                                         |  |  |                                              |                                              |                                                   |                                                   |                                                   |                                                   |                                                   |                                                   |                                                  |                                                  |                                                  |                                                  |                                                  |                                                  |  |  |                                                     |                                                     |                                                     |                                                     |                                                     |                                                     |  |  |  |  |  |  |  |  |  |  |  |  |  |  |  |  |  |  |  |  |  |  |  |  |  |  |  |  |  |  |  |  |  |  |  |  |  |  |  |  |
|                           |                           |                           |                           |                           |                           |  |  | Георг Германович (1886—1933) астроном | Георг Германович (1886—1933) астроном | Георг Германович (1886—1933) астроном | Георг Германович (1886—1933) астроном | Георг Германович (1886—1933) астроном | Георг Германович (1886—1933) астроном |  |  | Отто Людвигович (1897—1963) астроном | Отто Людвигович (1897—1963) астроном | Отто Людвигович (1897—1963) астроном | Отто Людвигович (1897—1963) астроном | Отто Людвигович (1897—1963) астроном | Отто Людвигович (1897—1963) астроном |  |  | Василий Васильевич (1889—1965) историк     | Василий Васильевич (1889—1965) историк     | Василий Васильевич (1889—1965) историк     | Василий Васильевич (1889—1965) историк     | Василий Васильевич (1889—1965) историк     | Василий Васильевич (1889—1965) историк     |  |  | Михаил Александрович (1890—1949) поэт                   | Михаил Александрович (1890—1949) поэт                   | Михаил Александрович (1890—1949) поэт                   | Михаил Александрович (1890—1949) поэт                   | Михаил Александрович (1890—1949) поэт                   | Михаил Александрович (1890—1949) поэт                   |  |  | Глеб Петрович (1898—1985) поэт               | Глеб Петрович (1898—1985) поэт               | Глеб Петрович (1898—1985) поэт                    | Глеб Петрович (1898—1985) поэт                    | Глеб Петрович (1898—1985) поэт                    | Глеб Петрович (1898—1985) поэт                    |                                                   |                                                   | Алексей Петрович (1899—1976)                     | Алексей Петрович (1899—1976)                     | Алексей Петрович (1899—1976)                     | Алексей Петрович (1899—1976)                     | Алексей Петрович (1899—1976)                     | Алексей Петрович (1899—1976)                     |  |  | архимандрит Савва (Константин Петрович) (1900—1948) | архимандрит Савва (Константин Петрович) (1900—1948) | архимандрит Савва (Константин Петрович) (1900—1948) | архимандрит Савва (Константин Петрович) (1900—1948) | архимандрит Савва (Константин Петрович) (1900—1948) | архимандрит Савва (Константин Петрович) (1900—1948) |  |  |  |  |  |  |  |  |  |  |  |  |  |  |  |  |  |  |  |  |  |  |  |  |  |  |  |  |  |  |  |  |  |  |  |  |  |  |  |  |
|                           |                           |                           |                           |                           |                           |  |  | Георг Германович (1886—1933) астроном | Георг Германович (1886—1933) астроном | Георг Германович (1886—1933) астроном | Георг Германович (1886—1933) астроном | Георг Германович (1886—1933) астроном | Георг Германович (1886—1933) астроном |  |  | Отто Людвигович (1897—1963) астроном | Отто Людвигович (1897—1963) астроном | Отто Людвигович (1897—1963) астроном | Отто Людвигович (1897—1963) астроном | Отто Людвигович (1897—1963) астроном | Отто Людвигович (1897—1963) астроном |  |  | Василий Васильевич (1889—1965) историк     | Василий Васильевич (1889—1965) историк     | Василий Васильевич (1889—1965) историк     | Василий Васильевич (1889—1965) историк     | Василий Васильевич (1889—1965) историк     | Василий Васильевич (1889—1965) историк     |  |  | Михаил Александрович (1890—1949) поэт                   | Михаил Александрович (1890—1949) поэт                   | Михаил Александрович (1890—1949) поэт                   | Михаил Александрович (1890—1949) поэт                   | Михаил Александрович (1890—1949) поэт                   | Михаил Александрович (1890—1949) поэт                   |  |  | Глеб Петрович (1898—1985) поэт               | Глеб Петрович (1898—1985) поэт               | Глеб Петрович (1898—1985) поэт                    | Глеб Петрович (1898—1985) поэт                    | Глеб Петрович (1898—1985) поэт                    | Глеб Петрович (1898—1985) поэт                    |                                                   |                                                   | Алексей Петрович (1899—1976)                     | Алексей Петрович (1899—1976)                     | Алексей Петрович (1899—1976)                     | Алексей Петрович (1899—1976)                     | Алексей Петрович (1899—1976)                     | Алексей Петрович (1899—1976)                     |  |  | архимандрит Савва (Константин Петрович) (1900—1948) | архимандрит Савва (Константин Петрович) (1900—1948) | архимандрит Савва (Константин Петрович) (1900—1948) | архимандрит Савва (Константин Петрович) (1900—1948) | архимандрит Савва (Константин Петрович) (1900—1948) | архимандрит Савва (Константин Петрович) (1900—1948) |  |  |  |  |  |  |  |  |  |  |  |  |  |  |  |  |  |  |  |  |  |  |  |  |  |  |  |  |  |  |  |  |  |  |  |  |  |  |  |  |
|                           |                           |                           |                           |                           |                           |  |  |                                       |                                       |                                       |                                       |                                       |                                       |  |  |                                      |                                      |                                      |                                      |                                      |                                      |  |  |                                            |                                            |                                            |                                            |                                            |                                            |  |  |                                                         |                                                         |                                                         |                                                         |                                                         |                                                         |  |  |                                              |                                              |                                                   |                                                   |                                                   |                                                   |                                                   |                                                   |                                                  |                                                  |                                                  |                                                  |                                                  |                                                  |  |  |                                                     |                                                     |                                                     |                                                     |                                                     |                                                     |  |  |  |  |  |  |  |  |  |  |  |  |  |  |  |  |  |  |  |  |  |  |  |  |  |  |  |  |  |  |  |  |  |  |  |  |  |  |  |  |
|                           |                           |                           |                           |                           |                           |  |  | Вильфред Георг (1914—1992) астроном   | Вильфред Георг (1914—1992) астроном   | Вильфред Георг (1914—1992) астроном   | Вильфред Георг (1914—1992) астроном   | Вильфред Георг (1914—1992) астроном   | Вильфред Георг (1914—1992) астроном   |  |  |                                      |                                      |                                      |                                      |                                      |                                      |  |  |                                            |                                            |                                            |                                            |                                            |                                            |  |  |                                                         |                                                         |                                                         |                                                         |                                                         |                                                         |  |  | Пётр Алексеевич (1925—1968) протоиерей, врач | Пётр Алексеевич (1925—1968) протоиерей, врач | Пётр Алексеевич (1925—1968) протоиерей, врач      | Пётр Алексеевич (1925—1968) протоиерей, врач      | Пётр Алексеевич (1925—1968) протоиерей, врач      | Пётр Алексеевич (1925—1968) протоиерей, врач      |                                                   |                                                   | Никита Алексеевич (1931—2016) издатель           | Никита Алексеевич (1931—2016) издатель           | Никита Алексеевич (1931—2016) издатель           | Никита Алексеевич (1931—2016) издатель           | Никита Алексеевич (1931—2016) издатель           | Никита Алексеевич (1931—2016) издатель           |  |  | Мария Александровна (1925—2020) иконописец          | Мария Александровна (1925—2020) иконописец          | Мария Александровна (1925—2020) иконописец          | Мария Александровна (1925—2020) иконописец          | Мария Александровна (1925—2020) иконописец          | Мария Александровна (1925—2020) иконописец          |  |  |  |  |  |  |  |  |  |  |  |  |  |  |  |  |  |  |  |  |  |  |  |  |  |  |  |  |  |  |  |  |  |  |  |  |  |  |  |  |
|                           |                           |                           |                           |                           |                           |  |  | Вильфред Георг (1914—1992) астроном   | Вильфред Георг (1914—1992) астроном   | Вильфред Георг (1914—1992) астроном   | Вильфред Георг (1914—1992) астроном   | Вильфред Георг (1914—1992) астроном   | Вильфред Георг (1914—1992) астроном   |  |  |                                      |                                      |                                      |                                      |                                      |                                      |  |  |                                            |                                            |                                            |                                            |                                            |                                            |  |  |                                                         |                                                         |                                                         |                                                         |                                                         |                                                         |  |  | Пётр Алексеевич (1925—1968) протоиерей, врач | Пётр Алексеевич (1925—1968) протоиерей, врач | Пётр Алексеевич (1925—1968) протоиерей, врач      | Пётр Алексеевич (1925—1968) протоиерей, врач      | Пётр Алексеевич (1925—1968) протоиерей, врач      | Пётр Алексеевич (1925—1968) протоиерей, врач      |                                                   |                                                   | Никита Алексеевич (1931—2016) издатель           | Никита Алексеевич (1931—2016) издатель           | Никита Алексеевич (1931—2016) издатель           | Никита Алексеевич (1931—2016) издатель           | Никита Алексеевич (1931—2016) издатель           | Никита Алексеевич (1931—2016) издатель           |  |  | Мария Александровна (1925—2020) иконописец          | Мария Александровна (1925—2020) иконописец          | Мария Александровна (1925—2020) иконописец          | Мария Александровна (1925—2020) иконописец          | Мария Александровна (1925—2020) иконописец          | Мария Александровна (1925—2020) иконописец          |  |  |  |  |  |  |  |  |  |  |  |  |  |  |  |  |  |  |  |  |  |  |  |  |  |  |  |  |  |  |  |  |  |  |  |  |  |  |  |  |
|                           |                           |                           |                           |                           |                           |  |  |                                       |                                       |                                       |                                       |                                       |                                       |  |  |                                      |                                      |                                      |                                      |                                      |                                      |  |  |                                            |                                            |                                            |                                            |                                            |                                            |  |  |                                                         |                                                         |                                                         |                                                         |                                                         |                                                         |  |  |                                              |                                              |                                                   |                                                   |                                                   |                                                   |                                                   |                                                   |                                                  |                                                  |                                                  |                                                  |                                                  |                                                  |  |  |                                                     |                                                     |                                                     |                                                     |                                                     |                                                     |  |  |  |  |  |  |  |  |  |  |  |  |  |  |  |  |  |  |  |  |  |  |  |  |  |  |  |  |  |  |  |  |  |  |  |  |  |  |  |  |
|                           |                           |                           |                           |                           |                           |  |  |                                       |                                       |                                       |                                       |                                       |                                       |  |  |                                      |                                      |                                      |                                      |                                      |                                      |  |  |                                            |                                            |                                            |                                            |                                            |                                            |  |  |                                                         |                                                         |                                                         |                                                         |                                                         |                                                         |  |  | Алексей Петрович (род. 1958) клирик          |                                              |                                                   |                                                   |                                                   |                                                   |                                                   |                                                   |                                                  |                                                  |                                                  |                                                  |                                                  |                                                  |  |  |                                                     |                                                     |                                                     |                                                     |                                                     |                                                     |  |  |  |  |  |  |  |  |  |  |  |  |  |  |  |  |  |  |  |  |  |  |  |  |  |  |  |  |  |  |  |  |  |  |  |  |  |  |  |  |

## Публикации

### Статьи
- Антоний Великий // Вестник РХСД. — Париж, 1953.- № 3 (28). — С.10-13. — Примечание: Из статьи «Великие примеры», вошедшей в состав коллективного сборника «Христианство и жизнь», в скором времени выходящего в свет в издательстве им. Чехова. [см. Православие в жизни : сб. статей / Под ред. С. С. Верховского. — Нью-Йорк : Изд-во им. Чехова, 1953. — 411 с.].
- Съезд православной молодежи во Франции / Н. С. // Вестник РХСД. — Париж, 1953.- № 3 (28). — С.32-33.
- А. А. Боголепов. Русская лирика от Жуковского до Бунина. Изд. имени Чехова, Нью-Йорк, 1952, 414 стр. : [рец]. // Вестник РХСД. 1953.- № 5 (30). — С.46-47.
- «ÏSTINA» № 1 , 1954 , 128 стр. : [о журнале Доминиканского научного центра «Istina»] // Вестник РХСД. — Париж, 1954.- № 2 (32). — С.28.
- Глеб Pap (А. Ветров). Плененная Церковь. «Посев» 113 стр. : [рец.]. // Вестник РХСД. — Париж, 1954. — № 3 (33) — С.23-24.
- Церковь в Советской России. Возрождение монастырской жизни. // Вестник РХСД. — Париж, 1954. — № 5 (35). — С.38-41.
- Церковь в Советской России. // Вестник РХСД. — Париж, 1955. — № 1 (36). — С.19-20.
- Кyrа Sanine — Les Annales de la patrie et la diffusion de la pensée française en Russie (1868—1884) [рец.]. // Вестник РХСД. — Париж, 1955. — № 1 (36). — С. 43.
- Revue des Etudes Slaves. T. XXXI, Paris 1954, 363 p. «Ruvue des étudies slaves» : [обзор] // Вестник РХСД. — Париж, 1955. — № 2 (37). — С.40-41.
- Церковь в Советской России (с июня по октябрь 1955 г.). // Вестник РХСД. — Париж, 1956. — № 1 (40). — С.37-40.
- N. Alexeev, Russian orthodox bishops in the Soviet Union, 1941—1953. 163 p. The foreign policy of the Moscow Patriarchate, 1939—1953, 236 p. : [рец.]. // Вестник РХСД. — Париж, 1956. — № 2 (41). — С.41.
- Церковь в Советской России (с ноября 1955 г. по ноябрь 1956 г.). // Вестник РХСД. — Париж, 1957. — № 1 (44). — С.31-36.
- Православная церковь в Уганде. // Вестник РХСД. — Париж, 1957. — № 2 (45). — С.39-40.
- Церковь в Советской России (конец 1956 г. — начало 1957 г.). // Вестник РХСД. — Париж, 1957. — № 2 (45). — С.43-48.
- Религиозная жизнь в Советской России (Запись доклада, прочитанного на Съезде Движения б-го октября 1957 г.). // Вестник РХСД. — Париж, 1957. — № 4 (47) — С. 23-33.
- Первый выпускной акт Токийской духовной семинарии. // Вестник РХСД. — Париж, 1958. — № 1 (48). — С.38-39.
- R.P.Cyprien Kern. "Les traductions russes des textes patristiques : [рец.]. // Вестник РХСД. — Париж, 1958. — № 1 (48). — С.40.
- Ответ А.Борману [на статью «Сколько церквей в Советской России?» (там же, С.40)] // Вестник РХСД. — Париж, 1958. — № 2 (49). — С.41.
- J.Glazik, M.S.C. — Die Russisch-Orthodoxe Heidenmission seilt Peter dem Grossen : [рец.]. // Вестник РХСД. — Париж, 1958. — № 2 (49). — С.43.
- Новый Мир. Орган Союза Писателей СССР, VII, 1958, 288 стр. : [рец.]. // Вестник РХСД. — Париж, 1958. — № 3 (50) — С.52-54.
- Современное состояние сектантства в Советской России. // Вестник РХСД. — Париж, 1960. — № 3-4 (58-59). — С.15-34.
- Голос провидческий. Памяти Б. Л. Пастернака. // Вестник РХСД. — Париж, 1960. — № 3-4 (58-59). — С.51-56.
- Новый Мир, № 1, январь 1961, Москва, 288 стр : [обзор]. // Вестник РХСД. — Париж, 1961. — № 1 (60). — С.55-58.
- Действующие церкви гор. Москвы. // Вестник РХСД. — Париж, 1961. — № 2 (61). — С.15-19.
- Светлой памяти Д. Н. Стремоухова. // Вестник РХСД. — Париж, 1961. — № 2 (61). — С.61.
- В. Н. Лазарев. Фрески Старой Ладоги, Москва 1960. 215 стр., 14 илл. в тексте, 108 таблиц-изображений икон, тираж 3.000 экз., цена 720 фр. : [рец.]. // Вестник РХСД. — Париж, 1961. — № 2 (61). — С.69-70.
- Пушкин в письмах Карамзиных 1836—1837 годов, Ак. Наук, Москва 1960, 444 стр., 12 илл., тираж 5.000 экз., 1530 ст. : [рец.]. // Вестник РХСД. — Париж, 1961. — № 2 (61). — С.70.
- П. В. Анненков. Литературные воспоминания, Москва, 1960, Госуд. Худ. Лит., 687 стр., 11 илл., тираж 45000, 720 фр. : [рец.]. // Вестник РХСД. — Париж, 1961. — № 2 (61). — С.70-71.
- Гонения на Церковь в Советской России. // Вестник РХСД. — Париж, 1961. — № 3-4 (62-63). — С.28-32.
- Церковь в Советской России // Вестник РХСД. — Париж, 1962. — № 1 (64). — С.23-29.
- Памяти Отца Василия [Зеньковского] // Вестник РХСД. — Париж, 1962, № 3-4 (66-67). — С.33-35.
- Церковь в Советской России : [предисл. к публикуемым ниже документам, С. 40-55.]. // Вестник РХСД. — Париж, 1962. — № 3-4 (66-67). — С.39-40.
- Юбилей епископа Сильвестра [25 лет со дня рукоположения]. // Вестник РХСД. — Париж, 1963. — № 1-2 (68-69). — С.2-5. : портр.
- О Соборной природе Церкви. Запись доклада, прочитанного на Весеннем Съезде Движения, в 1963 г. // Вестник РХСД. — Париж, 1963. — № 3-4 (70-71). — С.11-17.
- Экуменическое собрание в Париже 11 марта 1964 г. по поводу гонений на Церковь в СССР, на котором со словом выступали: Жан-Мари Доменак, Франсуа Мориак, Оливье Елеман, о. Жан Даниелу, Альберт Финэ, Пьер Эмманюель, Никита Струве и др. // Вестник РХСД. — Париж, 1964. — № 1-2 (72-73). — С. 8-30.
- Борьба за веру в Советской России (по материалам советской печати). // Вестник РХСД. — Париж, 1964. — № 3 (74). — С. 18-28.
- Церковь «Дивная» в Угличе : [предисл. к публ. стих. Ольги Берггольц]. // Вестник РХСД. — Париж, 1964. — № 3 (74). — С. 56.
- О. Алексей Мечов. // Вестник РХСД. — Париж, 1964 / 1965 № 4/1 (75-76). — С. 65.
- Памяти Ф. А. Степуна. За месяц до смерти… // Вестник РХСД. — Париж, 1965. — № 2 (77). — С. 51-52.
- Анна Ахматова. Неизданный отрывок из трагедии «Сон во сне» [предисл. к публиации]. // Вестник РХСД. — Париж, 1966. — № 1-2 (80). — С. 45.
- На смерть Ахматовой. // Вестник РХСД. — Париж, 1966. — № 1-2 (80). — С. 46-48.
- Историческое событие [об открытом письме священников Николая Эшлимана и Глеба Якунина Святейшему Патриарху Алексию]. // Вестник РХСД. — Париж, 1966. — № 3 (81). — С. 1-3.
- Голос верующих Русской Церкви [Предисловие к письму верующих Кировской епархии, июнь 1966]. // Вестник РХСД. — Париж, 1966. — № 4 (82). — С. 1-2.
- К выходу в свет книги Михаила Булгакова «Мастер и Маргарита». // Вестник РХСД. — Париж, 1967. — № 3 (85). — С. 59-61.
- От редакции [по поводу майских событий 1968 г. во Франции]. // Вестник РХСД. — Париж, 1968. — № 1-2 (87-88). — С. 1-2.
- От редакции. Здесь и там (Отклик на открытое письмо в редакцию Вестника). // Вестник РХСД. — Париж, 1969. — № 3 (93). — С. 1-4.
- Преосвященный Мануил Лемешевский (1885—1968) : [некролог]. // Вестник РХСД. — Париж, 1969. — № 3 (93). — С. 112.
- Karl Rahner. Èst-li possible aujourd`hui de croire? Mâme, Paris, 1969, 231 p. : [рец.] // Вестник РХСД. — Париж, 1969. — № 3 (93). — С. 134—135.
- H. de Lubac. Athéisme et sens de l`homme, Foi vivante 67, Edit, du Cerf, 1968, 150 p. (Атеизм и назначение человека). : [рец.] // Вестник РХСД. — Париж, 1969. — № 3 (93). — С. 136.
- 1970 год. // Вестник РХСД. — Париж, 1969. — № 4 (94). — С. 1-2.
- Памяти Корнея Чуковского (1882—1969). // Вестник РХСД. — Париж, 1969. — № 4 (94). — С. 118.
- Собачье сердце — Михаил Булгаков. YMCA-Press, Париж, 1969 г., 160 стр. (15 фр.). : [рец.]. // Вестник РХСД. — Париж, 1969. — № 4 (94). — С. 172—174.
- От редакции. I. Кончина Патриарха Алексия; II. Рождение новой Автокефальной Церкви [Северной Америки]. // Вестник РХСД. — Париж, 1970. — № 1-2 (95-96). — С. 1-3.
- О фильме «Андрей Рублев». — 1970. — № 1-2 (95-96). // Вестник РХСД. — Париж, С. 107—111.
- От редакции [о специальном номере «Вестника», посященном судьбам России]. // Вестник РХСД. — Париж, 1970. — № 3 (97). — С. 1-2.
- А. Солженицын — нобелевский лауреат. // Вестник РХСД. — Париж, 1970. — № 3 (97). — С. 2-3.
- Памяти Франсуа Мориака. // Вестник РХСД. — Париж, 1970. — № 3 (97). — С.97-99. : портр.
- Ответ прот. А.Киселеву [на письмо в «Вестнике РСХД» № 97, стр. 165—167.]. // Вестник РХСД. — Париж, 1970. — № 4 (98). — С.43-45.
- Последнее стихотворение Н.Гумилева, будто бы найденное в камере, где он сидел перед расстрелом : [предисл. к публ.]. // Вестник РХСД. — Париж, 1970. — № 4 (98). — С.64-65.
- Комментарий [к неизданному письму Ленина в Политбюро от 23.02.1922]. // Вестник РХСД. — Париж, 1970. — № 4 (98). — С.58-60.
- (?) Обзор журналов. «Вестник» русского западно-европейского патриаршего экзархата, № 68/1969, № 69/1970, № 70 — 71 / 1970 г..—1970. — № 4 (98). — С.157-158.
- Лагерь Движения [РСХД]. // Вестник РХСД. — Париж, 1970. — № 4 (98). — С.163-164.
- Ответ Р.Гулю (по поводу рецензии Р.Гуля о «Вестнике»). // Вестник РХСД. — Париж, 1971. — № 1 (99). — С. 46-47.
- От редакции. Сотый номер. // Вестник РХСД. — Париж, 1971. — № 2 (100). — С. 3-4.
- Встречи с писателями. I. Ремизов. II. Бунин (К столетию со дня рождения) // Вестник РХСД. — Париж, 1971. — № 2 (100). — С. 46-47. : портр. Н. А. Струве.
- Телеграмма свящ. Глеба Якунина. Редакции Вестника (Moscou 15 nov. 16.30) / примеч. Н. Струве. // Вестник РХСД. — Париж, 1971. — № 2 (100). — С.327.
- От редакции. К столетию со дня рождения прот. С.Булгакова (1871—1971). // Вестник РХСД. — Париж, 1971. — № 3-4 (101—102). — С.3-4.
- II-ой Всеамериканский собор автокефальной Православной Церкви. // Вестник РХСД. — Париж, 1971. № 3-4 (101—102). — С.314-316.
- Писатель-праведник. Памяти Б. К. Зайцева (29-1-1881—28-1-1972). // Вестник РХСД. — Париж, 1971. — № 3-4 (101—102). — С.317-318.
- Вокруг письма А. Солженицына патриарху Пимену // Вестник РХСД. — Париж, 1972. — № 2-3 (103). — С. 1-2.
- От редакции. I. На смерть патриарха Афинагора. II. Ещё о Солженицыне. // Вестник РХСД. — Париж, 1972. — № 2-3 (104—105) — С.3-4.
- Спор об «Августе Четырнадцатого» : «Август Четырнадцатого» читают на Западе. // Вестник РХСД. — Париж, 1972. — № 2-3 (104—105). — С.197-210.
- От редакции. Спор о России. // Вестник РХСД. — Париж, 1972. — № 4 (106). — С.3-4.
- Апостольская командировка В.Тендрякова. // Вестник РХСД. — Париж, 1972. — № 4 (106). — С.239-241.
- От редакции. О будущем Всеправославном Соборе. // Вестник РХСД. — Париж, 1973. — № 1 (107). — С.3-4.
- От редакции. Архипелаг Гулаг. // Вестник РХСД. — Париж, 1973. — № 2-3-4 (108-109-110). — С. III—V.
- Памяти Н. Б. Кишилова (24-1Х-1934, Раненбург —25-1Х-1973, Амбуаз). // Вестник РХСД. — Париж, 1973. — № 2-3-4 (108-109-110). — С.277-278.
- От редакции. Утопия или маниловщина, ответ на письмо из России [см. «Вестник» № 108-109-110 — С. 6.] // Вестник РХД. — Париж-Нью-Йорк, 1974. — № 1 (111). — С.3-6.
- Из литературного наследия О. Мандельштама. Неизданные стихи. / Публ. и примеч. Н. Струве. // Вестник РХД. — Париж-Нью-Йорк, 1974. — № 1 (111). — С.172-181.
- О.Мандельштам в «Библиотеке поэта» // Вестник РХД. — Париж-Нью-Йорк, 1974. — № 1 (111). — С. 181—184.
- От редакции. I. Ещё о направлении журнала. II. По поводу письма А.Солженицына «Зарубежному собору» // Вестник Русского Христианского Движения. — Париж-Нью-Йорк-Москва, 1974. — № 2-3 (112—113). — С.3-6.
- Неизданное письмо В. В. Розанова к П. Б. Струве / Публ. и примеч. Г. и Н. Струве. // Вестник Русского Христианского Движения. — Париж-Нью-Йорк-Москва, 1974. — № 2-3 (112—113). — С.142 −146.
- От редакции. «Надлежит быть и разномыслиям». // Вестник РХД. — Париж 1974. — № 4 (114). — С.3-4.
- Памяти матери Бландины (Оболенской) : 30-Ш-1897—21-XII-1974. // Вестник РХД. — Париж 1974. — № 4 (114). — С.288-289.
- От редакции. К юбилею патриарха Тихона. // Вестник РХД. — Париж 1975. — № 1 (115). — С.3-4.
- В каком году умер о. Павел Флоренский? : [подборка материалов] / Примеч. Н. С. Струве. // Вестник РХД. — Париж 1975. — № 1 (115). — С.151-154.
- От редакции. Нобелевская премия мира А. А. Сахарову. // Вестник РХД. — Париж. 1975. — № 2-3-4 (116). — С.3-4. : портр.
- По поводу «Письма из Америки» [А. И. Солженицына. — Там же. С.121-131]. // Вестник РХД. — Париж. 1975. — № 2-3-4 (116). — С.132-137.
- Солженицын о Ленине [в связи с выходом книги: Солженицын А.. Ленин в Цюрихе. YМСА-Press, 1975]. — 1975. — № 2-3-4 (116). — С. 187—190.
- Резолюция совета РСХД [от 30 октября 1975 г. об изменении подзаголовка «Вестника» на «Вестник Русского христианского движения»]. // Вестник РХД. — Париж. 1975 — № 2-3-4 (116). — С.270.
- От редакции. Единое на потребу [о данном номере «Вестника», посвященном монастырям и монашеству]. — 1976.- № 1 (117). — С.3-4.
- От редакции. К столетию русской Библии. // Вестник РХД. — Париж. 1976. — № 2 (118). — С. 3-4.
- От редакции. К 750-летию со дня кончины Франциска Ассизского. // Вестник РХД. — Париж. 1976. — № 3-4 (119). — С. 3-4.
- От редакции [в связи с выходом 2-го издания книги А. Белова и А. Шилкина «Диверсия без динамита» (М., 1976)]. // Вестник РХД. — Париж. 1977. — № 1 (120). — С. 3-4.
- Солженицын А. Интервью на литературные темы с Н. А. Струве, март 1976 : (Запись с плёнки). // Вестник РХД. — Париж. 1977. — № 1 (120). — С. 130—158. : ил.
- Материалы к биографии Осипа Мандельштама : Неизданные письма и заявления : I. Пять писем к жене (1925—1926 г.); II. Вокруг переводческой деятельности (1928—1932); III. В поисках квартиры IV. Письма последних лет / публ. и коммент. Н. Струве). // Вестник РХД. — Париж. 1977. — № 1 (120). — С.235-262. : портр.
- От редакции. Какими средствами бороться за Церковь? // Вестник РХД. — Париж. 1977. — № 2 (121). — С.3-5.
- К юбилею Семена Франка : Слово, переданное по радио Свобода, 29 января 1977 г. // Вестник РХД. — Париж. 1977. — № 2 (121). — С.128-130. : портр.
- Придите на помощь Покровской обители [в Bussy-en-Othe, Франция]. // Вестник РХД. — Париж. 1977. — № 2 (121). — С.398.
- От редакции: К 60-летию русской революции. // Вестник РХД. — Париж. 1977. — № 3 (122). — С.3-5.
- Мать Евдокия [настоятельница Покровской общины в Бюсси-ан-От, урожд. Екатерина Courtin]. (23.XI.1895-24.VI.1977) : [некролог]. // Вестник РХД. — Париж. 1977. — № 3 (122). — С.179-184 : портр.
- От редакции. Прославление святителя Иннокентия (Иннокентия Веньяминова, митрополита Московского, просветителя алеутов и апостола всея Америки (1797—1879). // Вестник РХД. — Париж. 1977. — № 4 (123). — С.2-4 : ил.
- Вечер поэзии Иосифа Бродского [Париж, 12-го декабря 1977 г.]. // Вестник РХД. — Париж. 1977. — № 4 (123). — С.208-209 : портр.
- Oт редакции: Блюдите как опасно холите. // Вестник РХД. — Париж. 1978. — № 1 (124). — С.3-4.
- Призыв Русского Студенческого Христианского Движения / Председатель РСХД: Архиепископ Сильвестр, вицепредседатели: прот. Александр Шмеман, прот. Алексей Князев, Секретарь РСХД во Франции: Н. А. Струве. // Вестник РХД. 1978. — № 1 (124). — С. 337—340.
- От редакции. Спор о России. // Вестник РХД. — Париж. 1978. — № 2 (125). — С.3-4.
- От редакции: К юбилею Льва Толстого [150 лет со дня рождения]. // Вестник РХД. — Париж. 1978. — № 3 (126). — С. 3-4.
- О Гарвардской речи А. Солженицына. // Вестник РХД. — Париж. 1978. — № 3 (126). — С.207-209.
- От редакции [о новом отделе в журнале, посвященном истории и проблемам эмиграции]. // Вестник РХД. — Париж. 1978. — № 4 (127). — С.3-4.
- «Некрополь» В.Ходасевича. // Вестник РХД. — Париж. 1978. — № 4 (127). — С.105-116 : портр.
- О создании духовного и культурного центра в Монжероне. // Вестник РХД. — Париж. 1979. — № 1-2 (128). — С.100-103.
- От редакции: Что такое «Движение»? // Вестник РХД. — Париж. 1979. — № 3 (129). — С.3-4.
- История и проблемы эмиграции [предисл. к публ. дневника о. Сергия Булгакова]. // Вестник РХД. — Париж. 1979. — № 3 (129). — С.236.
- От редакции: К новому десятилетию. // Вестник РХД. — Париж. 1979. — № 4 (130). — С.3-4.
- В.Розанов. Религия и культура (YMCA-Press. 1979, 320 стр.) : [рец.]. // Вестник РХД. — Париж. 1979. — № 4 (130). — С.177-180.
- О демократии и авторитаризме (заметки на полях выступлений А. И. Солженицына). // Вестник РХД. — Париж. 1979. — № 4 (130). — С.247-255.
- От редакции : [Предисл. к публ. рапорта Совета по делам Православной Церкви членам ЦК КПСС]. // Вестник РХД. — Париж. 1979. — № 4 (130). — С.275.
- От редакции. Солженицынский комплекс. // Вестник РХД. — Париж. 1980. — № 1-2 (131). — С.3-4.
- Безансон Алэн. Смешение языков (Идеологический кризис Западной Церкви) / Предисл. Н. С. Струве. // Вестник РХД. — Париж. 1980. — № 1-2 (131). — С.55.
- От редакции. К столетию Блока. // Вестник РХД. — Париж. 1980. — № 3-4 (132). — С.3-4.
- Что случилось с о. Димитрием Дудко. // Вестник РХД. — Париж. 1980. — № 3-4 (132). — С.230-232.
- Паскаль П.. О причинах революции 1917 года : Беседа с Н. А. Струве. // Вестник РХД. — Париж. 1980. — № 3-4 (132). — С.252-263.
- От редакции. Достоевский, Польша и наши дни. // Вестник РХД. — Париж. 1981. — № 1 (133). — С.3-4.
- Из переписки Н.Мандельштам с Н. Струве / публ., предисл., коммент. Н. А. Струве. // Вестник РХД. — Париж. 1981. — № 1 (133). — С.149-164. : портр.
- Комментарий [к письму в редакцию из Москвы за подп. Д. А. — Там же. С.296-300]. // Вестник РХД. — Париж. 1981. — № 1 (133). — С.300-301.
- От редакции. Прославление мучеников или религиозно-политическая ошибка? [о прославлении Николая II и царской семьи Синодом Зарубежной церкви]. // Вестник РХД. — Париж. 1981. — № 2 (134). — С.3-4.
- От редакции. К столетию священника Павла Флоренского. // Вестник РХД. — Париж. 1981. — № 3-4 (135). — С.3-4.
- Трагическое неверие [доклад на встрече, посвященной М.Цветаевой, в русском культурном центре в Монжероне]. // Вестник РХД. — Париж. 1981. — № 3-4 (135). — С.164-170 : ил.
- Памяти архимандрита Хризостома Блашкевича (1915—1981). // Вестник РХД. — Париж. 1981. — № 3-4 (135). — С.295-296. : портр.
- От редакции. К трехсотлетию со дня сожжения Аввакума (14 апреля 1682). // Вестник РХД. — Париж. 1982. — № 1-2 (136). — С.2-4.
- Т. В. Ельчанинова (1897—1981) : [некролог]. // Вестник РХД. — Париж. 1982. — № 1-2 (136). — С.300-301 : ил.
- От редакции. Бессмертная надежда [в связи с арестом Зои Крахмальниковой]. // Вестник РХД. — Париж. 1982. — № 3 (137). — С.3-4.
- Международный симпозиум в Лозанне, посвященный творчеству Марины Цветаевой [30 июня — 3 июля 1982 г ]. // Вестник РХД. — Париж. 1982. — № 3 (137). — С.208-211.
- Кризис Цветаевой [доклад, прочитанный в Лозанне]. // Вестник РХД. — Париж. 1982. — № 3 (137). — С.212-217.
- Печатник Леонид Михайлович Лифарь (1906—1982). Памяти сотрудника-друга [некролог]. // Вестник РХД. — Париж. 1982. — № 3 (137). — С.299-301 : портр.
- От редакции. Христианский или православный? : [О направлении «Вестника»]. // Вестник РХД. — Париж. 1983. — № 1 (138). — С.3-4.
- Ответ Н. Струве [на письмо в редакцию В.Лосской по поводу статьи «Кризис Цветаевой». — Там же. С. 282—285.]. — 1983. // Вестник РХД. — Париж. № 1 (138). — С.285-286.
- От редакции. «Сим победиши». К столетию смерти Маркса. // Вестник РХД. — Париж. 1983. — № 2 (139). — С.3-4.
- О мировоззрении A.A. Фета: был ли Фет атеистом? // Вестник РХД. — Париж. 1983. — № 2 (139). — С.161-170.
- Неизданное стихотворение А. Фета / публ. и коммент. Н. А. Струве (?). // Вестник РХД. — Париж. 1983. — № 2 (139). — С.172-173. : портр.
- От редакции. Два юбилея [двухсотлетие со дня рождения В.Жуковского (1783—1852), столетие со дня смерти И. Тургенева (1818—1883)]. // Вестник РХД. — Париж. 1983. — № 3-4 (140). — С. 3-4.
- Петр Карлович Паскаль (26.VII.1890-l.VII.1983). Памяти учителя-друга : [некролог]. // Вестник РХД. — Париж. 1983. — № 3-4 (140). — С.307-310 : портр.
- Светлой памяти друга [о. Александра Шмемана : некролог]. // Вестник РХД. — Париж. 1984. — № 1-2 (141). — С.15-17.
- Незамеченный юбилей. К столетию со дня рождения Евгения Замятина (9.2.1884- 10.4.1937). // Вестник РХД. — Париж. 1984. — № 1-2 (141). — С.145-146.
- Был ли Фет атеистом? Ответ на письмо проф. Е. Эткинда (Там же. С.169-174). // Вестник РХД. — Париж. 1984. — № 1-2 (141). — С.175-177.
- В. А. Зандер. Путь моей жизни : (Интервью, взятое H. A. Струве в связи с 90-летием В. А. Зандер). // Вестник РХД. — Париж. 1984. — № 1-2 (141). — С.203-226; № 142. — С.271-287; № 143. — С.217-230.
- От Редакции [реплика по поводу письма от журнала «Синтаксис» о раскрытии псевдонима Н.Лепина]. // Вестник РХД. — Париж. 1984. — № 1-2 (141). — С.268.
- От редакции. Андрей Тарковский на Западе. // Вестник РХД. — Париж. 1984. — № 3 (142). — С.3-4.
- К 50-летию кончины священника А.Ельчанинова / публ. и примеч. H.A.Струве. // Вестник РХД. — Париж. 1984. — № 3 (142). — С.59-111. : фот.
- Не стыдно ли? [по поводу статьи Г. Померанца «Стиль полемики». — Там же. С.288-297.]. // Вестник РХД. — Париж. 1984. — № 3 (142). — С. 300—302.
- От редакции [об ужесточением репрессий по отношению к представителям христианских движений в СССР]. // Вестник РХД. — Париж. 1984. — № 4 (143). — С. 3-4.
- Воззвание к русской общественности. Помогите сохранить Монжеронский замок! / подп. : профессор Н. А. Струве (председатель [комитета]); доктор H. Н. Греков (генеральный секретарь). // Вестник РХД. — Париж. 1984. — № 4 (143). — С. [242]
- От редакции. «В дни сомнений…» // Вестник РХД. — Париж. 1985. — № 1-2 (144). — С.3-4.
- Письма С. Н. Булгакова к М. К. Морозовой / публ. и примеч. H.A. Струве. // Вестник РХД. — Париж. 1985. — № 1-2 (144). — С.123-135.
- К разгадке одной литературной тайны: «Роман с кокаином» М.Агеева. // Вестник РХД. — Париж. 1985. — № 1-2 (144). — С.165-179.
- От редакции. Заветы на сегодня [в связи с публикацией писем Г.Рачинского к М.Морозовой. — Там же. С.153-171]. // Вестник РХД. — Париж. 1985. — № 3 (145). — С.3-4.
- Письма С. Н. Булгакова к М. К. Морозовой / публ. и примеч. H.A.Струве. // Вестник РХД. — Париж. 1985. — № 3 (145). — С.153-171.
- Струве Г. П. I. Из писем самых первых лет эмиграции (1919—1922); II. Работа в газете «Возрождение» (1925—1927); [Письма к матери и братьям, 1925—1927]; III. Из ранних стихов / публ. и примеч. Н. А. Струве. // Вестник РХД. — Париж. 1985. — № 3 (145). — С. 202—226.
- От редакции. К юбилею Н. С. Гумилева. // Вестник РХД. — Париж. 1986. — № 1 (146). — С.3-4.
- Спор вокруг В.Набокова и «Романа с кокаином». // Вестник РХД. — Париж. 1986. — № 1 (146). — С. 156—172., 174.
- От редакции. Правдобоязнь [в связи с Чернобыльской катастрофой]. // Вестник РХД. — Париж. 1986. — № 2 (147). — С.3-4.
- Символика чисел в романе Замятина «Мы». // Вестник РХД. — Париж. 1986. — № 2 (147). — С.154-169.
- Комментарий от Редакции : [послесл. к статье Д. Панина «К единению христиан». — Там же. С.250-261]. // Вестник РХД. — Париж. 1986. — № 2 (147). — С. 261—262.
- От редакции. На кочке [в связи с наступлением очередной оттепели в СССР]. // Вестник РХД. — Париж. 1986. — № 3 (148). — С.3-4.
- В.Ходасевич и В.Набоков : Доклад, прочитанный на Международном симпозиуме о послесимволистской поэзии (Париж, июнь 1986). // Вестник РХД. — Париж. 1986. — № 3 (148). — С.123-128.
- От редакции: Где же социализм? // Вестник РХД. — Париж. 1987. — № 1 (149). — С.3-4.
- Спор о софиологическом богословии. // Вестник РХД. — Париж. 1987. — № 1 (149). — С.5-6.
- Слово об отце Александре [Шмемане 14 декабря 1986 г. на вечере памяти, организованном в Париже Русским Студенческим Христианским Движением по случаю трехлетия со дня его кончины]. // Вестник РХД. — Париж. 1987. — № 1 (149). — С.81-85.
- Юбилей Пушкина: ответы на анкету «Вестника» [150-летие со дня смерти А. С. Пушкина] / Д.Бобышев, Н.Горбаневская, Ю.Кублановский, Л.Лосев, Н.Струве, архиеп. Иоанн (Шаховской), Е.Эткинд; подгот. Н. Струве. — 1987. — № 1 (149). — С.93-114.
- Русская эмиграция и Пушкин. // Вестник РХД. — Париж. 1987. — № 1 (149). — С. 232—236.
- Памяти Андрея Тарковского (1932—1987). // Вестник РХД. — Париж. 1987. — № 1 (149). — С. 286—287. : портр.
- От редакции: Ещё о переменах в Советской России. // Вестник РХД. — Париж. 1987. — № 2 (150). — С. [1-3].
- От редакции : [предисл. к статье В. Я. Миклашевского «Пушкин и Дантес». Там же. С.114-154]. // Вестник РХД. — Париж. 1987. — № 2 (150). — С.113.
- От редакции: С тяжелым чувством… [в связи с посланием патриарха РПЦ Пимена по случаю 70-летия Октябрьской революции]. // Вестник РХД. — Париж. 1987. — № 3 (151). — С.3-4.
- Венок праведникам : (Памяти И. В. Зандрок, О.И Слезкиной, Т. Ф. Клепининой, о. Сергия Шевича, И. А. Кривошеина, Д. М. Панина) : [некрологи]. // Вестник РХД. — Париж. 1987. — № 3 (151). — С.274-279. : портр.
- От редакции. 988—1988. // Вестник РХД. — Париж. 1988. — № 1 (152). — С.3-4.
- Соловецкие епископы и декларация митр. Сергия 1927 г. // Вестник РХД. — Париж. 1988. — № 1 (152). — С.207-211.
- От редакции: Ещё о юбилее [тысячелетие крещения Руси]. // Вестник РХД. — Париж. 1988. — № 2 (153). — С.3-4.
- В ленинском духе (О выступлении проф. Е.Эткинда в Дании, март 1988 г.). // Вестник РХД. — Париж. 1988. — № 2 (153). — С.136-139.
- Реплика [по поводу статьи П. Перекрестова «О судьбах зарубежной церкви». — Там же. С. 244—253]. // Вестник РХД. — Париж. 1988. — № 2 (153). — С.253-257.
- От редакции. 70-летию Александра Солженицына. // Вестник РХД. — Париж. 1988. — № 3 (154). — С.3-4.
- Г.Адамович, Г.Газданов, Н.Струве. О романе «Раковый корпус» А.Солженицына : [круглый стол на радио «Свобода», начало 1968 г. / Предисл. и публ. Н. А. Струве. // Вестник РХД. — Париж. 1988. — № 3 (154). — С.113-128.
- О «Марте Семнадцатого». // Вестник РХД. — Париж. 1988. — № 3 (154). — С.137-146.
- Сестра Иоанна Рейтлингер (1898—1988) : [некролог]. // Вестник РХД. — Париж. 1988. — № 3 (154). — С.195-196. : портр.
- От редакции. Между радостью и страхом. // Вестник РХД. — Париж. 1989. — № 1 (155) — С.3-4.
- Актуальность повести «Смерть Ивана Ильича» : (Сообщение, сделанное на парижских Толстовских чтениях в 1986 году. По-французски в сборнике Cahiers Léon Tolstoi. 3. Tolstoi et la mort, Paris, 1986). // Вестник РХД. — Париж. 1989. — № 1 (155). — С.117-125.
- От редакции. «В тот час, как рушатся миры…». // Вестник РХД. — Париж. 1989. — № 2 (156). — С.3-4.
- Столетие Анны Ахматовой (1889—1966). Анкета «Вестника» / Дмитрий Бобышев, Иосиф Бродский, Юрий Кублановский, Семен Липкин, Инна Лиснянская, Лев Лосев, Шимон Маркиш, Зара Минц, Олеся Николаева, Сергей Стратановский, Никита Струве (С.111), Борис Филиппов. — 1989. — № 2 (156). — С.96-113. : ил.
- «Восемь часов с Ахматовой» : (Добавления). — 1989. — № 2 (156). // Вестник РХД. — Париж. С.185-187. : ил.
- Бог Ахматовой : Заключительное слово на Парижском международном симпозиуме [посвященном столетию Ахматовой]. — 1989. — № 2 (156). // Вестник РХД. — Париж. С.222-224.
- От редакции. К прославлению патриарха Тихона. К обретению останков царской семьи. // Вестник РХД. — Париж. 1989. — № 3 (157). — С.3-4.
- Литургическая молитва и личное благочестие : Доклад, прочитанный в Риме на симпозиуме в честь 1000-летия Крещения Руси. // Вестник РХД. — Париж. 1989. — № 3 (157). — С.71-81.
- Реплика [в ответ на письмо Н. Балашова «Еще раз о „декларации“ и о „солидарности“ соловчан». — Там же. С.193-202]. // Вестник РХД. — Париж. 1989. — № 3 (157). — С.203-206.
- Памяти В. А. Зандер : [некролог]. // Вестник РХД. — Париж. 1989. — № 3 (157). — С.291-292. : портр.
- От редакции: Памяти А. Д. Сахарова. // Вестник РХД. — Париж. 1990. — № 1 (158). — С.3-4.
- К столетию Бориса Пастернака (1890—1960). Анкета «Вeстникa» / Юрий Кублановский, Олеся Николаева, Ольга Раевская-Хьюз, Никита Струве (С.219-220), Борис Филиппов, Лазарь Флейшман. // Вестник РХД. — Париж. 1990. — № 1 (158). — С.219-223.
- Доклад митр. Елевферия митр. Евлогию (1928 г.) / публ. и предисл. Н. С. Струве. // Вестник РХД. — Париж. 1990. — № 1 (158). — С.285-293.
- От редакции [о политике епископата «Зарубежного Синода»]. // Вестник РХД. — Париж. 1990. — № 2 (159). — С.3-5.
- О «Полночных стихах» : (Доклад, прочитанный на юбилейной конференции, устроенной Гарвардским университетом в Bellagio (Италия) в мае 1989 г.). // Вестник РХД. — Париж. 1990. — № 2 (159). — С.197 — 204.
- Письма С. Л. Франка к кн. Г. Н. Трубецкому / публ. и примеч. Н. А. Струве). // Вестник РХД. — Париж. 1990. — № 2 (159). — С.242-251.
- Памяти отца Александра Меня (1935—1990). // Вестник РХД. — Париж. 1990. — № 2 (159). — С.294-296.
- Письмо о. Александра Меня к H.A. Струве / публ. Н. Струве. // Вестник РХД. — Париж. 1990. — № 2 (159). — С.297. : ил.
- От редакции [в связи с событиями в Литве]. // Вестник РХД. — Париж. 1990. — № 3 (160). — С.3-4.
- К столетию О. Э. Мандельштама (1891—1938). Анкета «Вестника» / С. С. Аверинцев, Борис Гаспаров, Юрий Кублановский, Шимон Маркиш, Олеся Николаева, Никита Струве (201—202), Борис Филиппов, Григорий Фрейдин. // Вестник РХД. — Париж. 1990. — № 3 (160). — С.187-212. : портр.
- Россия воскресла [после путча ГКЧП 19-21 авг. 1991 г.]. // Вестник РХД. — Париж. 1991. — № 1 (161). — С.2.
- От редакции [о соотношении христианства и экономики]. // Вестник РХД. — Париж. 1991. — № 1 (161). — С.3-4.
- Памятная записка о нуждах православной патриаршей церкви [поданная митрополитом Сергием имя П. Е. Смидовича в феврале 1930 г.] / публ. и предисл. Н. С. Струве. // Вестник РХД. — Париж. 1991. — № 1 (161). — С.251-254.
- [Ответ на письмо Женевьевы и Жозе Жоанне о взаимоотношениях католичества и православия]. // Вестник РХД. — Париж. 1991. — № 1 (161). — С.286-287.
- От редакции. «У ней особенная стать…» [о будущем России]. // Вестник РХД. — Париж. 1991. — № 2-3 (162—163). — С.3-4.
- Три письма Марины Цветаевой к П. Б. Струве / публ. М. Н. Ракович; коммент. Н. А. Струве. // Вестник РХД. — Париж. 1991. — № 2-3 (162—163). — С.265-268.
- Памяти о. Иоанна Мейендорфа († 22. 7. 1992). // Вестник РХД. — Париж. 1992. -№ 1 (164). — С. 1-2.
- От редакции. Тайна исихазма. // Вестник РХД. — Париж. 1992. — № 1 (164). — С.3-4.
- От редакции. «Да будут все едино…» (Иоанн, 17:21). // Вестник РХД. — Париж. 1992. — № 2 (165). — С.3-4.
- К столетию Марины Цветаевой (1892—1941). Анкета «Вестника» / Анна Саакянц, Александр Сумеркин, Юрий Кублановский, Ольга Ермолаева, Элла Крылова, Семен Липкин, Вероника Лосская, Олеся Николаева, Инна Лиснянская, Никита Струве. // Вестник РХД. — Париж. 1992. — № 2 (165). — С.149-166. : портр.
- Десять писем Марины Цветаевой Богенгардтам / публ. и примеч. Е. Лубянниковой и H.A. Струве. // Вестник РХД. — Париж. 1992. — № 2 (165). — С.167-180.
- Памяти матери Феодосии (Соломянц) (1903—1992) [некролог]. // Вестник РХД. — Париж. 1992. — № 2 (165). — С.296-298. : портр.
- От редакции. Под знаком тройного кризиса [в России: политического, экономического и кризиса культуры]. // Вестник РХД. — Париж. 1992. — № 3 (166). — С.3-4.
- От редакции [соотношение самобытности и западного опыта]. // Вестник РХД. — Париж. 1993. — № 1 (167). — 1993. — № 1 (167).- С. 3-4.
- От редакции. Пшеровская пятидесятница [в связи с 70-летием (окт. 1923) съезда в Пшерове (Чехословакия), положившего начало Русскому Студенческому Христианскому Движению] // Вестник РХД. — Париж. 1993. — № 2-3 (168). — С.3-4.
- Письма к H. A. Струве [Александра Шмемана] / публ. и предисл. Н. Струве. // Вестник РХД. — Париж. 1993. — № 2-3 (168). — С.144-150.
- Марина Цветаева и Вандея. // Вестник РХД. — Париж. 1993. — № 2-3 (168). — С.174-180. : фот.
- От редакции. К возвращению Солженицына в Россию // Вестник Русского Христианского Движения. — Париж-Нью-Йорк-Москва, 1994. — № 1-2 (169). — С.3-4.
- Православие в современном мире : Анкета «Вестника РХД» / С. С. Аверинцев, Прот. Борис Бобринской, Прот. Евгений Касаткин (Иркутск), свящ. Георгий Кочетков (Москва), Валерий Лепахин (Венгрия), Д. Поспеловский (Канада), Никита Струве (С.30-33). // Вестник РХД. — Париж. 1994. — № 1-2 (169). — С.5-33.
- О реформах в богослужении (спор вокруг Сретенско-Владимирского прихода). — 1994. — № 1-2 (169). — С.45-46.
- К 50-летию со дня смерти П. Б. Струве (26.2.1944}: [подборка материалов, в том числе ряд документов из архива Н. А. Струве)]. // Вестник РХД. — 1994. — № 1-2 (169). — С. 66- 120 : портр.
- Протоиерей Игорь Верник (1911—1994): памяти наставника-друга [некролог]. // Вестник РХД. 1994. — № 1-2 (169). — С. 286—288 : портр.
- От редакции. К 50-летию со дня кончины о. Сергия Булгакова. // Вестник РХД. 1994. — № 3 (170). — С.3-4.
- Ялтинский дневник [о. Сергия Булгакова] / публ. и примеч. Н. Струве. // Вестник РХД. 1994. — № 3 (170). — С.28-66.
- Открытое письмо редакции «Русской мысли» [в связи с публикацией постскриптума главного редактора газеты, Ирины Иловайской, к открытому письму мирян «Зарубежной (Карловацкой) Церкви» (Русская Мысль, № 4054, от 24—30 ноября)]. — 1994. // Вестник РХД. № 3 (170). — С.255.
- От редакции [в связи с московской конференцией «Единство церкви»]. // Вестник РХД. 1995. — № 1-2 (171). — С. 3-4.
- Письма И. А. Ильина к П. Б. Струве : / (Публикация В. В. Бойкова и Н. А. Струве; примеч. Н. С. Струве). // Вестник РХД. 1995. — № 1-2 (171). — С.87-146 : портр.
- Отклик прот. В.Асмуса на статью Н.Струве о «деле» о. Г. Кочеткова. Реплика Н.Струве. // Вестник РХД. 1995. — № 1-2 (171). — С.253-255.
- От редакции. Антихрист в Москве [об одноимённой брошюре, вышедшей в Москве в 1995 г. (издание Общественного комитета «За нравственное возрождение отечества», возглавляемого прот. А. Шаргуновым)]. // Вестник РХД. 1995. — № 3 (172). — С.8-9.
- Есенин и революция. // Вестник РХД. 1995. — № 3 (172). — С. 134—138.
- Ещё об авторстве «Романа с кокаином». // Вестник РХД. 1995. — № 3 (172). — С.169-172.
- [Рецензия на кн. : Назаров М. Миссия русской эмиграции. Изд. 2-е, испр.. Москва. 1994. 416 стр.]. // Вестник РХД. 1995. — № 3 (172). — С. 232—233
- Комментарий [к письму Е. А. Крашенинниковой «О возвращении музейных икон Церкви». Там же. С.234-242.]. // Вестник РХД. 1995. — № 3 (172). — С.242-243.
- В Москве создана Библиотека-фонд Русской эмиграции [обращение] / Н. А. Струве, О. Г. Хьюз. // Вестник РХД. 1995. — № 3 (172). — С.264
- От редакции [к проблеме экуменизма]. // Вестник РХД. 1996. — № 1 (173). — С.3-4.
- Речь на открытии Библиотеки-фонда Русского Зарубежья [9 дек. 1995 г.]. // Вестник РХД. 1996. — № 1 (173). — С.279-280.
- От Редакции. К 125-летию со дня рождения о. Сергия Булгакова. // Вестник РХД. 1997. — № 1 (174). — С.3-4.
- Послесловие [к публикации материалов о судьбе православной церкви в Эстонии. — Там же. С. 213—237.]. // Вестник РХД. 1997. — № 1 (174). — С.238-239
- От Редакции. Печальное явление [в связи с выходом книги «Современное обновленчество — протестантизм восточного обряда». Москва, «Одигитрия», 348 стр.]. // Вестник РХД. 1997. — № 1[2] (175). — С.3-4.
- Митрополит Евлогий (1868—1946). К 50-летию кончины : Запись доклада, прочитанного на русском языке в Библиотеке-Фонде русской эмиграциив Москве 4-го декабря 1996 года и 7-го декабря на французском языке в Свято-Сергиевском Богословском Институте в Париже. // Вестник РХД. 1997. — № 1[2] (175). — С. 109—118.
- Письма митрополита Евлогия князю Григорию Николаевичу Трубецкому ; За три недели до кончины [митрополита Евлогия]… / (Публикация и примечания Н. А. Струве). // Вестник РХД. 1997. — № 1[2] (175). — С.119-136 : фот.
- Восстановление церковной росписи сестры Иоанны Рейтлингер [обращение]. // Вестник РХД. 1997. — № 1[2] (175). — С.270
- От редакции. Пророческий голос [к публикации рукописи матери Марии (Скобцовой). Там же. С.5-50.]. // Вестник РХД. 1997. — № 2-3 (176). — С.3-4.
- Новые сведения о последних днях матери Марии / публ., перевод и примеч. Н. Струве. // Вестник РХД. 1997. — № 2-3 (176). — С.51-53 : ил.
- Письмо прот. С. Булгакова П. Ф. Андерсону / публ. Н.Струве // Вестник РХД. 1997. — № 2-3 (176). — С.71-72.
- Памяти К. Я. Андроникова (1916—1997) : [некролог] // Вестник РХД. 1997. — № 2-3 (176). — С.258-259 : портр.
- От редакции. К 50-летию со дня смерти Николая Бердяева. // Вестник РХД. 1998. — № 1-2 (177). — С.3-4.
- Бердяев Н. А. Письма A.B. Оболенской (матери Бландине) [из архива Н. А. Струве]. // Вестник РХД. 1998. — № 1-2 (177). — С.150-153 : ил.
- О «самопреследовании» в Русской Церкви // Вестник РХД. 1998. — № 1-2 (177). — С.254-258.
- Письмо членов редакционной коллегии «Вестника» Патриарху Алексию II и членам Священного Синода. 1 июля 1998 г., Париж [о сожжении в Екатеринбургской епархии книг А. Меня, А.Шмемана и И.Мейендорфа. Ответ Патриарха Алексия II. — Там же. С.285-287.]/ игумен Игнатий Крекшин, Сергей Аверинцев, Никита Струве. // Вестник РХД. 1998. — № 1-2 (177). — С.284.
- От Редакции. К 80-летию А. И. Солженицына. // Вестник РХД. 1998. — № 3-4 (178). — С.3-4.
- Жорж Бернанос : К 50-летию со дня кончины (1888—1949). 14 писем к Аморозо Лима / (Перевод, вступ. заметка и примеч. Н. Струве). // Вестник РХД. 1998. — № 3-4 (178). — С.66-89.
- Восприятие Пушкина во Франции : К 200-летию рождения A.C. Пушкина. // Вестник РХД. 1998. — № 3-4 (178). — С.200-203.
- Мать Мария в оценке прот. В. Асмуса [по поводу ст. В. Асмуса в газете «Радонеж»]. // Вестник РХД. 1998. — № 3-4 (178). — С.263-266.
- От редакции. Безумие Запада [по поводу войны на территории б. Югославии]. // Вестник РХД. 1998. — № 5-6 (179). — С.3-4.
- От редакции. Юбилейный год. // Вестник РХД. 2000. — № 1-2 (180). — С.3-4.
- Русский язык сегодня. // Вестник РХД. 2000. — № 1-2 (180). — С.222-224.
- От редакции [в связи с актом Архиерейского Собора по коллективному прославлению русских святых]. // Вестник РХД. 2000. — № 3 (181). — С.3-4.
- О консерватизме и реформаторстве в Церкви : Выступление на общеправославном съезде во Франции (Парэ-Ле-Мониаль, октябрь 1999 г.). Автоперевод с французского. // Вестник РХД. 2000. — № 3 (181). — С.24-29.
- Из русско-английских литературных связей : Пушкин и Томсон / Мария и Никита Струве. // Вестник РХД. 2000. — № 3 (181). — С.182-185.
- Пять неизданных писем И.Шмелева / публ. и примеч. Н. А. Струве. // Вестник РХД. 2000. — № 3 (181). — С. 210—216.
- Православная охота за ведьмами [по поводу выхода книги преподавателей Свято-Тихоновского Богословского Института, осуждающей о. Георгия Кочеткова]. // Вестник РХД. 2000. — № 3 (181). — С. 255—261.
- Памяти Владыки Сильвестра ([Иван Антонович] Харун) [член редакционной коллегии «Вестника» : некролог]. // Вестник РХД. 2000. — № 3 (181). — С.278-280.
- От редакции [обзор материалов текущего номера, связанных с о. Сергием Булгаковым и его сподвижниками]. // Вестник РХД. 2001. — № 1 (182). — С. 3-4.
- Об евхаристическом богословии о. Сергия Булгакова : [сообщение на конференции «С. Н. Булгаков: Религиозно-философский путь» (Москва, Библиотека-фонд «Русское зарубежье», 5-7 марта 2001 г.]. // Вестник РХД. 2001. — № 1 (182). — С.38-45.
- Булгаков С. Письма к Юлии Николаевне Рейтлингер (1922—1943) / публ. и примеч. Н. А. Струве. // Вестник РХД. 2001. — № 1 (182). — С.67-98.
- Из русско-английских литературных связей. 2. Толстой и Троллоп / Мария и Никита Струве. // Вестник РХД. 2001. — № 1 (182). — С.251-254.
- Паннихида или панихида? // Вестник РХД. 2001. — № 1 (182). — С.271-272.
- Памяти К. А. Ельчанинова (1.5.1923-26.2.2001) [некролог]. // Вестник РХД. 2001. — № 1 (182). — С.348-350 : портр.
- Среди книг : [библиогр. обзор изданий : Взыскующие Града. Письма и дневники (М., 1997); Священник Павел Флоренский. Переписка с М. А. Новоселовым (Томск, 1998); Русская эмиграция в фотографиях / авт.-сост. А. Корляков. (ИМКА-Пресс, 1999)]. // Вестник РХД. 2001. — № 1 (182). — С.378-379.
- От редакции. К событиям 11-го сентября // Вестник РХД. 2002. — № 1 (183). — С.3-4.
- Неосуществленный замысел Г. П. Федотова / публ. Н. А. Струве. // Вестник РХД. 2002. — № 1 (183). — С.80.
- Пеги Ш. Из поэмы «Жанна д`Арк» / пер. и примеч. Н. А. Струве. // Вестник РХД. 2002. — № 1 (183). — С.97-99 : ил.
- Пеги Ш. Святая Геневефа (отрывок) / пер. Н. А. Струве. // Вестник РХД. 2002. — № 1 (183). — С.100-104.
- Обсуждение доклада Вильяма Буша [о Ш. Пеги] / пер. и примеч. Т. Викторовой и Н. Струве. // Вестник РХД. 2002. — № 1 (183). — С. 158—162.
- Диккенс и Достоевский: несколько незамеченных параллелей : Из англо-русских литературных связей (III) / Мария и Никита Струве. // Вестник РХД. 2002. — № 1 (183). — С.175-178.
- Памяти о. Александра Киселева : [некролог]. // Вестник РХД. 2002. — № 1 (183). — С.331-333 : портр.
- К 150-летию кончины Гоголя. // Вестник РХД. 2002. — № 2 (184). — С.3-4.
- Письма вокруг разногласий Г. П. Федотова с Богословским Институтом. / предисл. Н. А. Струве; публ., подготовка текста и примеч. Т. В. Викторовой и Н. А. Струве. // Вестник РХД. 2002. — № 2 (184). — С.186-222.
- Пеги Ш. Молитвы в Шартрском соборе / пер. с фр. Н. А. Струве. // Вестник РХД. 2002. — № 2 (184). — С.268-271.
- Пеги Ш. Из поэмы — эпопеи «Ева» / пер. с фр. Н. А. Струве. // Вестник РХД. 2002. — № 2 (184). — С.271-275.
- О термине «священноначалие». // Вестник РХД. 2002. — № 2 (184). — С.321-322.
- Письма к митрополиту Евлогию : К 35-летию его хиротонии / публ. Н. А. Струве. // Вестник РХД. 2002. — № 2 (184). — С.361-367.
- [Дополнение к статье Н. Музыки «ИМКА-Пресс и Русский путь в Николаеве»]. // Вестник РХД. 2002. — № 2 (184). — С.390-391.
- ИМКА-Пресс и Русский путь в Белеве и Сомове. // Вестник РХД. 2002. — № 2 (184). — С.391- 395 : ил.
- [Рецензия на кн. : Фудель С. И. Собрание сочинений в 3-х томах. Т. 1. Воспоминания и письма. М.: Русский путь, 2001, 647 с.]. // Вестник РХД. 2002. — № 2 (184). — С.396-397.
- К 150-летию кончины В. А. Жуковского. // Вестник РХД. 2003. — № 1 (185). — С.3-4.
- Христианский брак как пророческое служение. // Вестник РХД. 2003. — № 1 (185). — С.76-85.
- РСХД как пророческое явление в Церкви. : Запись доклада, прочтенного на научно-богословской конференции Свято-Филаретовской школы «Духовные движения в народе Божьем» 2-4 октября 2002. // Вестник РХД. 2003. — № 1 (185). — С.326-334.
- Санкт-Петербургские Епархиальные ведомости. Вып. 26-27. [рец. на выпуск, посвященный 60-летию основания Псковской Православной миссии]. // Вестник РХД. 2003. — № 1 (185). — С.387-388.
- К столетию канонизации преп. Серафима [Саровского]. // Вестник РХД. 2003. — № 2 (186). — С.3-5.
- Анкета Вестника в связи с юбилеем Тютчева / Ирина Роднянская, Юрий Кублановский, Ольга Седакова, Б. Н. Любимов, Никита Струве (С.236-237), О. Донских. // Вестник РХД. 2003. — № 2 (186). — С.228-238.
- Заметки современника на полях книги стихов Тютчева 1856 г. // Вестник РХД. 2003. — № 2 (186). — С.239-242.
- Неизданные письма [И. А. Бунина]. : (из архива H.A. Струве) / [публ. и примеч. H.A. Струве]. // Вестник РХД. 2003. — № 2 (186). — С.243-254.
- Ответ H.A. Струве на письмо в редакцию [Ф.Воронова по поводу заметки Н. А. Струве «О термине священноначалие» (2002. — №II (184). — С.321-322.]. // Вестник РХД. 2003. — № 2 (186). — С.256-257.
- Вручение Литературной премии Александра Солженицына Ольге Седаковой. // Вестник РХД. 2003. — № 2 (186). — С.352-357 :портр.
- Памяти митрополита Антония (Блума). // Вестник РХД. 2003. — № 2 (186). — С.384-386.
- Три книги о возрождении русской иконописи в XX веке [рец. на кн. : Kotkavaara K. Progeny of the Icon. Emigre russian revivalism and the vicissitudes of the eastern orthodox sacred image, ABO 1999; Общество «Икона» в Париже / Г. И. Вздорнов, З. Е. Залесская, О. Б. Лелевкова. Т. 1-2, Москва, «Прогресс-традиция», 2002; Языкова И. «Се творю все новое». Икона в XX веке. Bergamo, 2002]. // Вестник РХД. 2003. — № 2 (186). — С.413-415.
- [Рецензия на кн. : Умное небо. Переписка протоиерея Александра Меня с монахиней Иоанной (Ю. Н. Рейтлингер) / Фонд имени Александра Меня. Москва, 2002. 548 с.]. // Вестник РХД. 2003. — № 2 (186). — С.416.
- К читателям [о причислении Вселенским Патриархом к лику святых мучеников и праведников из русской эмиграции (Мать Мария, её сын Юрий Скобцов, о. Дмитрий Клепинин, Илья Фондаминский, прот. Алексей Медведков]. // Вестник РХД. 2004. — № 1 (187). — С.3-5.
- Прославление отца Алексея Медведкова. // Вестник РХД. 2004. — № 1 (187). — С.93-95 : ил.
- «Красота спасет мир». Из размышлений Симоны Вейль о красоте [Сообщение, прочитанное на собрании в Сахаровском музее в Москве, посвященном 50-летию со дня смерти Симоны Вейль (июнь 2003 г.)]. // Вестник РХД. 2004. — № 1 (187). — С.148-152.
- Анкета Вестника в связи с юбилеем Заболоцкого / Ирина Роднянская, Ольга Седакова, Б. Н. Любимов, Н. А. Струве. // Вестник РХД. 2004. — № 1 (187). — С.236-241.
- Памяти С. С. Аверинцева. // Вестник РХД. 2004. — № 1 (187). — С.353-354.
- Три литературных биографии [рец. на кн. : Купченко В. Жизнь Максимилиана Волошина. СПб., 2000; Кошелев В. Алексей Степанович Хомяков. Жизнеописание в документах, в рассуждениях и разысканиях. М., 2000; Кузичева А. П. «Ваш А. Чехов» (Мелиховская хроника 1895—1898). М., 1994]. // Вестник РХД. 2004. — № 1 (187). — С.360-363.
- К выходу в свет «Дневника» прот. Александра Шмемана [в изд-ве «Русский путь»]. // Вестник РХД. 2004. — № 2 (188). — С. 3-6.
- Богословские и нравственные предпосылки диалога в Церкви [Доклад, прочитанный на Богословской конференции Свято-Филаретовской школы в сентябре 2003 г. на тему «Диалог в Церкви»]. // Вестник РХД. 2004. — № 2 (188). — С.85-92.
- Анкета Вестника в связи с 200-летием со дня рождения A.C.Хомякова / о. Михаил Шполянский, Священник Георгий Кочетков, О. Донских (г. Новосибирск), В. Никитин, Никита Струве. // Вестник РХД. 2004. — № 2 (188). — С.107-116.
- Два письма И. А. Ильина Н. А. Струве / публ. и коммент. Н. А. Струве. // Вестник РХД. 2004. — № 2 (188). — С.331-333.
- Памяти Анны Прокофьевой [некролог]. // Вестник РХД. 2004. — № 2 (188). — С.372-374 : портр.
- От редакции. По поводу церковных споров в Западной Европе. // Вестник РХД. 2005.- № 1 (189). — С.3-6.
- Что значит в Церкви «русская традиция»? [Русский перевод доклада, произнесенного на пасторском собрании «Архиепископии западных православных церквей» в ноябре2004 г.]. // Вестник РХД. 2005. — № 1 (189). — С.62-68.
- Клодель П. Анимус и Анима / пер. с фр. Н. А. Струве. // Вестник РХД. 2005. — № 1 (189). — С.254-255.
- [Рецензия на кн. : Эфрон. Г. Дневники в двух томах. / подгот. Е. Б. Коркина и В. К. Лосская. М.: Вагриус, 2004]. // Вестник РХД. 2005.- № 1 (189). — С.363-364.
- [Рецензия на кн. : Угримов А. А.. Из Москвы в Москву через Париж и Воркуту / сост., предисл. и примеч. Т. А. Угримовой. М.: Изд-во РА, 2004, 720 с.]. // Вестник РХД. 2005. — № 1 (189). — С.365-366.
- Письма сотрудников «Вестника» 1950-60-х годов Н. А. Струве : [письма М. И. Лот- Бородиной, С. С. Верховского, матери Евдокии Мещеряковой, о. Льва Жилле, свящ. Алексия Князева, Ф. А. Степуна, В. П. Рябушинского, В. Н. Ильина, П. Паскаля, о. Георгия Флоровского, Г. А. Адамовича] / публ. и примеч. Н. А. Струве]. — // Вестник РХД. 2005/2006 — № 1/2 (190). — С.76-96.
- Письмо Александра Угримова Н. А. Струве / [публ и примеч. Н А. Струве]. // Вестник РХД. 2005/2006 — № 1/2 (190). — С.97-99.
- Из писем Евгения Барабанова Н. А. Струве : [предисл. к публ. Н А. Струве]. // Вестник РХД. 2005/2006 — № 1/2 (190). — С.99-100.
- Из переписки о. Александра Шмемана с H.A. Струве / [публ и примеч. Н А. Струве]. // Вестник РХД. 2005/2006 — № 1/2 (190). — С.106-121.
- Блуа Л. Из книги «Раздумья одинокого» (1916) / пер. с фр. Н. А. Струве // Вестник РХД. 2005/2006 // Вестник РХД. № 1/2 (190). — С.237-243.
- Пеги Ш. Избранные четверостишия / пер. с фр. Н. А. Струве. // Вестник РХД. 2005/2006 — № 1/2 (190). — С.244-246.
- К реабилитации советской системы? // Вестник РХД. 2005/2006 — № 1/2 (190). — С.343-346.
- Памяти трех свидетелей: П. Рикёра, о. Б. Дюпира, Э. Бер-Сижель. // Вестник РХД. 2005/2006 — № 1/2 (190). — С.347-351 : портр.
- Переписка М. И. Цветаевой с В. Рудневым [рец. на кн. : Цветаева, М. И. Надеюсь — сговоримся легко : письма 1933—1937 г. / Марина Цветаева, Вадим Руднев; изд. подгот. Л. А. Мнухиным. — М. : Вагриус, 2005.]. // Вестник РХД. 2005/2006 — № 1/2 (190). — С. 371—372.
- Ответ редактора [на письмо С. Ребиндера в связи со ст. Н. А. Струве «По поводу церковных споров в Западной Европе» («Вестник», № 189). // Вестник РХД. 2005/2006 — № 1/2 (190). — С.377-379. В посткриптуме — полемика с Н. Кривошеиным]. // Вестник РХД. 2005/2006 — № 1/2 (190). — С.379-382.
- Духовное наследие митрополита Евлогия (К 60-летию его кончины). // Вестник РХД. 2006 — № 2 (191). — С.3-5.
- Шмеман А. О свободе и власти в Церкви (Письмо частному лицу от 5 апр. 1977) / пер. с фр. Н. А. Струве. // Вестник РХД. 2006 — № 2 (191). — С.39-41.
- Зеньковский В., прот. Свидание митрополита Владимира и митрополита Анастасия (1950 г.): Печатается впервые по рукописи из архива Н. А. Струве. // Вестник РХД. 2006 — № 2 (191). — С.120-121.
- Ответ протоиерею Петру Перекрестову [на письмо от 10 апр. 2006 г. Там же. С.122-124]. // Вестник РХД. 2006 — № 2 (191). — С.125-126.
- Обращение к владыке Иннокентию / [обращение составлено о. Даниилом Струве; среди подписавших — Н. А. Струве]. // Вестник РХД. 2006 — № 2 (191). — С.127-132.
- Письмо митрополита Антония Сурожского Никите Струве / публ. и примеч. Н. А. Струве. // Вестник РХД. 2006 — № 2 (191). — С.150.
- Письма В. В. Зеньковского о. Сергию Булгакову (1925—1927); Открытка В. В. Зеньковского о. Александру Ельчанинову / [публ. и примеч. Н. А. Струве]. // Вестник РХД. 2006 — № 2 (191). — С.162-186.
- Три письма о. Сергия Булгакова о. Александру Ельчанинову / [?публ. и примеч. Н. А. Струве]. // Вестник РХД. 2006 — № 2 (191). — С.187-189.
- Три письма о. Сергия Булгакова Т. В. Ельчаниновой / [?публ. и примеч. Н. А. Струве]. // Вестник РХД. 2006 — № 2 (191). — С.190-194.: ил.
- О Шарле Пеги : Слово на презентации книги Шарля Пеги «Избранное» в Библиотеке-фонде «Русское Зарубежье» (Москва, март 2006 г.). // Вестник РХД. 2006 — № 2 (191). — С.210-213.
- 70 лет русской эмиграции (глава из книги) : [Вводная глава из книги «70 ans d`émigration russe», 1996]. // Вестник РХД. 2006 — № 2 (191). — С.233-245.
- О примирении между «синодальной юрисдикцией» и Московской Патриархией. // Вестник РХД. 2007 — № 1 (192). — С.3-5.
- Франсуа Мориак (Крупицы воспоминаний). // Вестник РХД. 2007 — № 1 (192). — С.218-222.
- Двойное покушение на митрополита Евлогия и его наследие. // Вестник РХД. 2007 — № 1 (192). — С.236-241.
- Письма прот. Иоанна Мейендорфа Н. А. Струве / [публ. и примеч. Н. А. Струве]. // Вестник РХД. 2007 — № 1 (192). — С.309-319.
- К 90-летию Февраля и Октября. // Вестник РХД. 2008 — № 1 (193). — С.3-5.
- Памяти кардинала Иоанна Люстиже (1926—2007) : [некролог]. // Вестник РХД. 2008 — № 1 (193). — С.124-126.
- Ландау Г. Происхождение великой смуты / [публ. и примеч. Н. А. Струве]. // Вестник РХД. 2008 — № 1 (193). — С.139-179.
- Письма К. В. Мочульского Н. А. Бердяеву / [публ. и примеч. Н. А. Струве и Т. Викторовой] // Вестник РХД. 2008 — № 1 (193). — С.220-226.
- Из книги «70 лет русской эмиграции» [«70 ans d`émigration russe», Fayard, 1995] // Вестник РХД. 2008 — № 1 (193). — С.278-299.
- YMCA-Press и «Русский путь» в Оренбурге // Вестник РХД. 2008 — № 1 (193). — С.330-332 : ил.
- Памяти Александра Исаевича Солженицына // Вестник РХД. 2008 — № 2 (194). — С.3-4.
- Мои первые встречи с Солженицыным (февраль — март 1974) // Вестник РХД. 2008 — № 2 (194). — С.10-16 : ил.
- Из переписки прот. Александра Шмемана и Н. А. Струве // Вестник РХД. 2008 — № 2 (194). — С.17-21.
- Вейль С. Отче наш / пер. с фр. Н. А. Струве // Вестник РХД. 2008 — № 2 (194). — С.67-75.
- К 40-летию французской студенческой революции: май 1968 года // Вестник РХД. 2008 — № 2 (194). — С.101-106.
- Письмо друзьям в Россию (май 1968) // Вестник РХД. 2008 — № 2 (194). — С.107-108.
- Слово при вручении литературной премии Александра Солженицына Борису Петровичу Екимову // Вестник РХД. 2008 — № 2 (194). — С.110-113.
- Из книги «70 лет русской эмиграции» : [Продолжение второй главы («Политическая жизнь») из готовящегося издания русской версии книги «70 ans d`émigration russe», Fayard, 1995] // Вестник РХД. 2008 — № 2 (194). — С.127-140.
- Памяти патриарха Алексия (1929—2008) // Вестник РХД. 2009. — № 1 (195). — С.3-5.
- «Встреча»: отец Александр Шмеман и А. И. Солженицын : [Русская версия сообщения, прочитанного на конференции в Париже, посвященной о. Александру Шмеману (19-21 марта 2009)] // Вестник РХД. 2009. — № 1 (195). — С.45-53 : ил.
- Вейль С. Разные виды прикровенной любви к Богу / пер. с фр. Н. А. Струве // Вестник РХД. 2009. — № 1 (195). — С.109-120 : портр.
- Письма А. И. Солженицына к Н. А. Струве (1971—1974) / публ. и примеч. Н. А. Струве // Вестник РХД. 2009. — № 1 (195). — С.121-183 : ил.
- Из книги «70 лет русской эмиграции» : [Третья глава готовящегося издания русской версии книги «70 ans d`émigration russe» (Fayard, 1995)] // Вестник РХД. 2009. — № 1 (195). — С.209-223.
- [Рецензия на кн. : Régis Ladous.Un bonheur russe. Lacommunauté Slavophile de Nicolas Népluyev. Ed. L’Age d`Homme,1997. 204 p. (Режис Ладу о Неплюеве)] // Вестник РХД. 2009. — № 1 (195). — С.262-263.
- Памяти Олега Витальевича Беликова (1941 — 12 января 2009 г.) : [некролог] // Вестник РХД. 2009. — № 1 (195). — С.291-293 : портр.
- Кризис в католичестве. В связи с вопросом о безбрачном духовенстве // Вестник РХД. 2010. — № 2 (197). — С.3-5.
- Отец Михаил Шполянский : «Вестник РХД» № 195 : [из переписки с Н. А. Струве.] / публ. и примеч. Н. А. Струве // Вестник РХД. 2010. — № 2 (197). — С. 280—288.
- Ответ Н. А. Струве митрополиту Волоколамскому Илариону // Вестник РХД. 2011. — № 1 (198). — С.4-5.
- Письма Алексея Ремизова Брису Парэну / примеч. Н. А. Струве // Вестник РХД. 2011. — № 1 (198). — С.194-202.
- «Новый мир», № 1, январь 1961, Москва, 288 стр. (тираж 80 000) : [«Вестник» 50 лет назад. : впервые опубл.: «Вестник» РСХД" 1961, № 60] // Вестник РХД. 2011. — № 1 (198). — С.204-209.
- Памяти Сергея Морозова [некролог] // Вестник РХД. 2011. — № 1 (198). — С.214-215. : портр.
- [Рецензия на кн.: Ю. Н. Рейтлингер (сестра Иоанна) и о. Сергий Булгаков. Диалог художника и богослова. Дневники. Записные книжки. Письма / сост. Б. Попова. — М., 2011. — 312 с.] // Вестник РХД. 2011. — № 1 (198). — С.231-232.
- К 60-летию со дня кончины Георгия Петровича Федотова // Вестник РХД. 2012. — № 1 (199). — С.3-4.
- Письма отца Георгия Флоровского отцу Сергию Булгакову / публ. и примеч. Н. А. Струве // Вестник РХД. 2012. — № 1 (199). — С.5-23.
- Вейль С. Любовь к религиозной обрядности / пер. с фр. Н. А. Струве // Вестник РХД. 2012. — № 1 (199). — С.24-30.
- Письмо И.А Лаговского Б. П. Вышеславцеву. / публ. и комментарий H.A. Струве // Вестник РХД. 2012. — № 1 (199). — С.187-199.
- Львов Л. Сергей Алексеевич Аскольдов. Опыт биографии / публ. и примеч. Н. А. Струве // Вестник РХД. 2012. — № 1 (199). — С.31-198-201.
- Конференция «Жизнь и творчество Александра Солженицына: на пути к „Красному колесу“» [Москва, Дом русского зарубежья, 7-9 декабря 2011] // Вестник РХД. 2012. — № 1 (199). — С.218-220.
- Памяти Владимира Димитриевича (1934—2011) : [некролог] // Вестник РХД. 2012. — № 1 (199). — С.233-235.
- Прославление Ивана Аркадьевича Лаговского (1891—1941), новомученика, основателя и редактора «Вестника РСХД» // Вестник РХД. 2012. — № 2 (200). — С.3-5. : портр.
- 200-й выпуск «Вестника РХД» // Вестник РХД. 2012. — № 2 (200). — С.7-9.
- «Эпистолярное богословие» : Из переписки отца Сергия Булгакова и Александры Оболенской / публ. и примеч. Н. А. Струве // Вестник РХД. 2012. — № 2 (200). — С.10-25.
- Вейль С. Любовь к религиозной обрядности / пер. с фр. Н. А. Струве // Вестник РХД. 2012. — № 2 (200). — С.80-86.
- Из писем матери Евдокии Н. А. Струве / публ. и примеч. Н. А. Струве.— 2012. — № 2 (200). — С.163-170.
- Из писем А. И. Солженицына Н. А. Струве о «Вестнике» / публ. и примеч. Н. А. Струве.— 2012. — № 2 (200). — С.171-176.
- Из писем прот. Александра Шмемана Никите Алексеевичу Струве / публ. и примеч. Н. А. Струве.— 2012. — № 2 (200). — С.177-180.
- Пушкин. — русский Моцарт? .— 2012. — № 2 (200). — С.312-318.
- По поводу «Обращения Высшего церковного совета Русской Православной Церкви» от 3 апреля 2012 г // Вестник РХД. 2012. — № 2 (200). — С.332-333.
- Отказ Московской Патриархии в канонизации святых мучеников Ивана Лаговского, Николая Пенькина и Татьяны Дезен // Вестник РХД. 2013, № 1 (201).- С.3-5.
- Памяти страстотерпца отца Павла Адельгейма (1938—2013) [некролог] // Вестник РХД. 2013, № 1 (201).- С.6-8 : портр.
- Письмо св. мученика И. А. Лаговского С. Л. Франку / публ. и примеч. Н. А. Струве // Вестник РХД. 2013, № 1 (201).- С.40-43.
- У истоков русской эмиграции: письма Юрия Никольского к Глебу и Алексею Струве / публ. и примеч. Н. А. Струве // Вестник РХД. 2013, № 1 (201).- С.156-176.
- Среди острых проблем сегодняшнего дня: в области нравственной жизни [об отношении церкви к гомосексуализму] // Вестник РХД. 2014. — № 2 (202). — С.3-5.
- Памяти владыки Гавриила Команского (03.06.1946-26.10.2013) : [некролог] // Вестник РХД. 2014. — № 2 (202). — С.6-7 : портр.
- Памяти отца Михаила Шполянского : [некролог] // Вестник РХД. 2014. — № 2 (202). — С.10-11 : потр.
- К столетию со дня смерти Шарля Пеги, погибшего на фронте под Парижем 3 сентября 1914 г // Вестник РХД. 2014. — № 2 (202). — С.146-147.
- Пеги Ш. Из поэмы «Евы» / пер. с фр. и публ. Н. А. Струве // Вестник РХД. 2014. — № 2 (202). — С.149.
- У истоков русской эмиграции: Письма Юрия Никольского к Алексею Струве / публ. и примеч. Н. А. Струве // Вестник РХД. 2014. — № 2 (202). — С.168-204.
- От редакции [об отношении избранного в 2013 римского папы Франциска к Православной церкви и его предрождественском выступлении 22 декабря 2014] // Вестник РХД. 2015. — № 1 (203). — С.3-4.
- Франциск, епископ Рима и Папа Католической церкви. Пятнадцать болезней, угрожающих курии (и любому христианину) / пер. Н. А. Струве // Вестник РХД. 2015. — № 1 (203). — С.5-9.
- Письма о. Александра Шмемана о. Игорю Вернику / публ. и примеч. Н. А. Струве // Вестник РХД. 2015. — № 1 (203). — С.136-152. : фот.
- О днях былых [воспоминания] // Вестник РХД. 2015. — № 1 (203). — С.153-168.
- От редакции [о проблемах свободы и власти в православии в связи с судьбой священников А. Меня, П. Адельгейма, М. Шполянского, а также деятельности архиепископа Иова Геча] // Вестник РХД. 2015. — № 2 (204). — С. 3-5.
- Переписка протоиерея Сергия Булгакова и священника Александра Ельчанинова / публ. и примеч. Н. А. Струве.— 2015. — № 2 (204). — С. 217—231.
- Памяти Клода Дюрана (9 ноября 1938. — 7 мая 2015) : [некролог] // Вестник РХД. 2015. — № 2 (204). — С. 296—298.
- От редакции [о действиях РПЦ в отношении православных приходов русской эмиграции] // Вестник РХД. 2017. — № 1 (205). — С.5-6.
- Слово о Мандельштаме / пер. Н. Ликвинцевой // Вестник РХД. 2018. — № 1 (205). — С. 118—123.
- Свидетельство Никиты Струве, профессора университета Париж-Нантер, директора издательства «YMCA-Press», главного редактора журнала «Вестник РХД» [в рамках круглого стола «Не хочу я быть вспоминателем, буду вам в грядущее призыв», посвященного матери Марии. Париж, март 2016] — 2016. — № 1 (205). — С. 290—292: ил.

Монографии
- Les chrétiens en URSS. — Paris: Seuil, 1963. — 374 p. (2-e ed.: Paris, 1964. — 428 p.)
- Anthologie de la poésie russe. La Renaissance du XXe siècle. Introduction, chois, traduction et notes. — Paris, 1970. — 254 p. (2-e ed.: Paris, 1991).
- Ossip Mandelstam: la voix, l’idée, le destin. — Paris, 1982. — 302 p.
- Осип Мандельштам. — Лондон, 1988. — 336 с. (2-е изд.: Лондон, 1990; 3-е изд.: Томск, 1992; 4-е изд.: М., 2011).
- Православие и культура. — М.: Христианск. изд-во, 1992. — 337 с. (2-е изд., испр. и доп.: М.: Русский путь, 2000. — 632 с.)
- Anthologie de la poésie russe du XIXe siècle. Introduction, choix, traduction et notes. — Paris, 1994. — 260 p.
- Soixante-dix ans d'émigration russe (1919—1989). — Paris, 1996. — 302 p.

Интервью
- «Toт язык, который я услышал у Ахматовой...» С Никитой Струве в подвале ИМКи / Интервью журналисту «Огонька» Феликсу Медведеву (март 1990 г.), также опубликовано в книге Медведева «После России» (издательство «Республика», 1992 г.) — С. 208-218.
- Возвращение утраченного (интервью) / интервью — ответы: Струве Н. А., интервью — вопросы: Семенко В. // Журнал Московской Патриархии. 1991. — № 1. — С. 35-37.
- Интервью Никиты Струве «Вечернему Воронежу» / подгот. Лев Лазаренко // Вестник РХД. — 1994. — № 3 (170). — С. 251—254.
- Интервью H. A. Струве К. Б. Сигову: Напечатано в киевской газете «Столичные Новости» от 2 декабря 1998. // Вестник РХД. 1998. — № 3-4 (178). — С. 273—276.
- Классик в неклассическую эпоху. Интервью Н. А. Струве с В. В. Бойковым // Филологические записки: Вест. литературоведения и языкознания: Вып. 20. — Воронеж: Воронежский ун-т, 2003. — С. 27—34.
- Свобода и равновесие. Интервью с директором издательства YMCA-Press, главным редактором журнала «Вестник РХД» Н. А. Струве // «КИФА». Издание Преображенского содружества братств. — 2004. — № 5-6. — С. 12.
- «„Вестник“ несет определённую весть…» : Интервью с главным редактором в связи в восьмидесятилетием журнала / Беседу вела Т. Викторова — // Вестник РХД. 2005/2006 — № 1/2 (190). — С. 4-12.
- Никита Струве о Солженицыне, об эмиграции, о судьбах России и Европы (+ АУДИО). www.pravmir.ru. Правмир (1 апреля 2011).